# 日笠陽子
日笠陽子（日语：／ Hikasa Yōko，1985年7月16日—）是日本女性聲優、旁白、歌手，神奈川縣出身。身高157cm，血型O型。曾为I'm Enterprise所属，2023年1月宣布恢復自由身，在2024年9月5日宣布設立聲優事務所「株式会社i.nari（いなり）」，並從屬於其中。

## 概要

### 經歷
因為憧憬在《美少女戰士》和《新世紀福音戰士》中演出完全不同角色（月野兔和葛城美里）的三石琴乃而想成為聲優。高中畢業後，在服裝系專修學校學習的同時，進了日本播音演技研究所（21期生）。本科生時通過「免費新人育成考試」成為特待生。
2007年出演《Sketchbook～full color's～》的根岸水面電視動畫出道。2009年出演《K-ON!》的秋山澪一角之後受到關注。之後出演《最後大魔王》的服部絢子等，然後在《世紀末超自然學院》首次主演擔任神代瑪雅一角。
在2010年3月6日發表的第4回聲優Awards上，以《K-ON!》劇中結成的團體「放學後Tea Time」的一員，與豐崎愛生、佐藤聰美、壽美菜子、竹達彩奈一起獲得歌唱賞。
2013年為電視動畫《進擊的巨人》演唱片尾曲，同時宣布將以歌手身份出道。
同年2月8日官網開通，首單《進擊的巨人》片尾曲，以及連續三個月的音樂作品發售時間。同年官網於4月14日更新消息，10月27日在STUDIO COAST舉辦首場個人演唱會。
2015年12月30日，於自身Blog宣布結婚消息。
2023年1月20日从I'm Enterprise退出，现转为自由身。

### 特色
諸如上述的《世紀末超自然學院》的神代瑪雅、《最後大魔王》的服部絢子、《K-ON!》的秋山澪等，經常出演強氣的女性。雖然經常演性格像男生一般的角色以及早熟、大姐系的角色，不過也演過像《WORKING!!》的小鳥遊泉這樣陰氣的角色。在動畫以外，還有零星做外國片配音和播音類的工作。
因在廣播節目中經常很興奮地進行各種模仿、表演各種才藝，而被聽眾和聲優夥伴叫做搞笑藝人。另外在廣播中開始的用來欺負日笠的「日笠以前是不良少女」的玩笑也廣泛傳播開來，在《K-ON!》的網路廣播中也常被搬出來。
在各個廣播節目中經常使用獨創的玩笑，共演者也經常會用。之後這個玩笑被SEIGURA web企劃的「SEIGURA web選取的流行語2009」（第1回）選上，作為作者受到表彰。

### 人物
中學、高中六年都在壘球部，中學1年時是擔任中外野手，之後一直擔任游擊手和投手，為右投左打。此外因為跑的快，還經常被選為接力賽跑最後一棒的選手。午休都在圖書館度過，也曾擔任過圖書委員。
日笠本人推薦的暱稱是以前事務所同期的古川小百合幫忙想的。此外，在各個廣播節目中經常使用這個自創的搞笑用語，也經常被共演者使用。
特長是裁縫、模仿等。另外，擁有毛筆3段、硬筆3段、芳香療法檢定2級等資格。
因在profile的特長裡寫了模仿而經常被人要求表演模仿，在廣播中模仿過崖上的波妞、出川哲朗、織田裕二等。不過本人說其實模仿只是停留在興趣範圍。另外在廣播的節目版塊中演出老人、小孩、時尚女生、魔王、怪人等角色。
和在中共演的大龜明日香、在《K-ON!》等作品中共演的佐藤聰美、事務所同期的折戶真理等很要好，從BLOG中也能看出。
相當愛玩遊戲，經常和聲優夥伴一起玩遊戲。很喜歡《魔物獵人》，從《魔物獵人P2》開始一直有在玩。《魔物獵人3》也在發售後和Wii一起購入，經常在線和折戶真理一起玩。此外還擁有PS3、Xbox 360、PSP、DS Lite等遊戲主機。
在的企劃中，和自己演出的角色一樣實際進行樂團活動。日笠擔當BASS，並且配合秋山澪的設定使用左撇子用BASS（日笠自身是慣用右手），同時還擔任歌手。本人說雖然做起來很困難，但同時也很快樂。
《機動戰士GUNDAM SEED》系列的FAN，喜歡的角色是迪亞哥·艾爾斯曼、尼可·阿瑪菲。此外還把演出了系列主要角色的拉克絲·克萊因和米婭·坎貝爾的田中理惠視為憧憬的對象。擁有作品相關的全部CD。
印象深刻的作品是電視動畫出道作《Sketchbook～full color's～》（根岸水面），參加面試時以很活力的感覺進行了表演，監督說「就保持這個感覺來演」而被選上了。
喜歡的歌手有angela、下川美娜、川嶋愛等。在angela和下川作為guest出演時很積極地表示是她們的FANS。也曾於同一節目在川嶋愛作為guest出演之際，在本人面前因為過於感動而哭出來。
曾經與大龜明日香一齊到西武巨蛋看NANA MIZUKI LIVE DIAMOND 2009。因在《戰姬絕唱SYMPHOGEAR G》與水樹奈奈合唱角色歌，在NANA MIZUKI LIVE CIRCUS 2013獲得水樹奈奈的邀請在安可時候合唱。

## 演出作品
※粗體字為主要角色。

### 電視動畫
2007年
- Sketchbook～full color's～（根岸水面）

2008年
- 一騎當千 Great Guardians（女子B）
- 神靈狩/GHOST HOUND（女小學生B）
- PERSONA -trinity soul- （页面存档备份，存于）
- 幻影少年（女學生）

2009年
- 機巧魔神（潮泉律都、新屋敷琴里）
- 機巧魔神2（潮泉律都、新屋敷琴里）
- 海貓鳴泣之時（撒旦）
- K-ON!（秋山澪、梓喵2號）
- 學生會的一存（女學生）
- 鐵腕女警 DECODE:02（日语：鉄腕バーディー DECODE:02）（巫女）
- TIGER×DRAGON！（女學生A）
- 乃木坂春香的秘密 Purezza♪（雛咲祝、茅原彌生）
- BASQUASH!（ニャピコ、小孩B）
- 白色相簿（女子）
- 简单易懂的现代魔法（如月澪、泳池的大姐姐）

2010年
- 最後大魔王（服部絢子）
- 無法掙脫的背叛（梨那、女學生、布偶裝）
- 帥氣可愛宣言！（花緒、法語講座旁白）
- 蠟筆小新（店員B）
- K-ON!!（秋山澪）
- 星際寶貝～最棒的朋友～（麗華）
- 世紀末超自然學院（神代瑪雅）
- 聖痕鍊金士（桂木華）
- 妄想學生會（天草篠）
- 鶺鴒女神（八嶋）
- 天降之物f（風音日和）
- 青春CUP（天原清乃）
- 吊带袜天使（女）
- 魔物獵人日記 岌岌可危艾路村 ☆艾路千鈞一髮☆（喵明星）
- 夢色蛋糕師（凱蒂）
- WORKING!!（小鳥遊泉）

2011年
- IS〈Infinite Stratos〉（篠之之箒）
- 蠟筆小新（潘）
- 這樣算是殭屍嗎？（瑟拉〈瑟拉芬〉）
- 聖痕鍊金士II（桂木華）
- DOG DAYS（布里歐修·達爾基安）
- 妖怪少爺～千年魔京～（狂骨〈女〉）
- 花開物語（幼年時的緣）
- 惡魔奶爸（藤崎梓）
- 魔乳秘劍帖（梅、虔胸）
- 如果杜拉（川島南）
- 魔物獵人日記 岌岌可危艾路村G（喵明星、呆呆）
- 47都道府犬（日语：47都道府犬）（神奈川犬）
- Rio RainbowGate!（琳達〈LINDA-R-2007〉）
- 蘿球社！（永塚紗季）
- WORKING'!!（小鳥遊泉）

2012年
- 妖狐×僕SS（雪小路野薔薇）
- Campione 弒神者！～不順從之神與弒神的魔王～（艾莉卡·布蘭德里）
- 王者天下（羌瘣）
- 戀愛與選舉與巧克力（拝田希實花）
- CØDE:BREAKER（櫻小路櫻）
- 極樂女子宿舍（赤羽亞矢）
- 這樣算是殭屍嗎？OF THE DEAD（瑟拉〈瑟拉芬〉）
- 只要妳說妳愛我（女學生）
- 戰國Collection（「復仇的獠牙」明智光秀）
- 探險托里蘭托（遙）
- 男子高校生的日常（文學少女）
- Muv-Luv Alternative Total Eclipse（妮伊拉姆·拉瓦努南多）
- DOG DAYS（布里歐修·達爾基安）
- 惡魔高校D×D（莉雅絲·吉蒙里）
- 無賴勇者的鬼畜美學（凰澤美兔〈繆〉）
- 旋風管家！CAN'T TAKE MY EYES OFF YOU（劍野迦遊羅）
- 冰菓（猜謎研究會副社長〈主持人〉）
- 天才黃金腦～神之謎2（米榭露卡）
- BTOOOM!（木下秀美）
- （Judith Hopper）
- 最強學生會長 異常（須木奈佐木咲）
- 猛烈宇宙海賊（琳·蘭美達）

2013年
- 惡之華（佐伯奈奈子）
- IS〈Infinite Stratos〉2（篠之之箒）
- 黑色嘉年華（椿）
- Q弟偵探因幡（凱碧瑞拉）
- 王者天下2（羌瘣）
- 銀河機攻隊 莊嚴皇子（釘宮桂）
- 咲-Saki- 阿知賀篇 episode of side-A（辻垣內智葉）
- 戰姬絕唱SYMPHOGEAR G（瑪麗亞·卡登扎夫娜·伊芙）
- 玉子市場（刺身老闆娘〈魚谷真理〉、北白川雛子）
- 槍彈辯駁 希望學園與絕望高中生 The Animation（霧切響子）
- 探險托里蘭托 -1000年的真寶-（遙）
- 惡魔高校D×D NEW（莉雅絲·吉蒙里）
- 斷裁分離的罪惡之剪（四方堂瑠架）
- 打工吧！魔王大人（遊佐惠美〈勇者艾米莉亞〉）
- 旋風管家！Cuties（劍野迦遊羅）
- 百花繚亂 SAMURAI BRIDE（宮本武藏）
- Free!（龍崎怜〈小學〉）
- 我的朋友很少NEXT（日高日向）
- 神奇寶貝超級願望 2 Episode N（艾莉）
- 前進吧！登山少女（齋藤楓）
- 夜櫻四重奏 -花之歌-（松平撫子）
- 蘿球社！SS（永塚紗季）

2014年
- M3〜其為黑鋼〜（破先艾米露）
- 我，要成為雙馬尾（依絲娜／黑馬尾／善沙闇子）
- 女友伴身邊（篠宮理沙）
- 如果折斷她的旗（英雄崎凜）
- 金田一少年之事件簿R（水樹流奈）
- 健全機鬥士（楚南恭子）
- 咲-Saki- 全國篇（辻垣內智葉）
- 白銀的意志 ARGEVOLLEN（南條·麗華）
- 噬血狂襲（紀柳樂·齊勞第）
- 妄想學生會＊（天草篠）
- 精靈使的劍舞（蕾斯提亞）
- Z/X IGNITION（米迦勒）
- 刀劍神域Ⅱ（遠藤）
- TERRA FORMARS ~火星任務~（Grace）
- TRINITY SEVEN（山奈米菈）
- NO GAME NO LIFE 遊戲人生（史蒂芬妮·多拉）
- 愚者信長（貞德·輝夜·達魯克）
- 花物語（日傘）
- 風雲維新大☆將軍（淺井兵庫）
- 神奇寶貝XY（娜美）
- 蟲師 續章（照）
- 前進吧！登山少女 Second Season（齋藤楓、幼稚園兒童C）

2015年
- 終結的熾天使（馮·斯克魯德、早乙女巴）
- 終結的熾天使 名古屋決戰篇（馮·斯克魯德）
- 機動戰士GUNDAM 鐵血的孤兒（拉芙塔·法蘭克蘭多）
- 境界之輪迴（水月莉娜）
- GATE 奇幻自衛隊 在彼方的土地，如斯的戰鬥（姚·海·蒂修）
- 其實我是…（白神桐子）
- 純潔的瑪利亞（阿爾忒彌斯）
- 食戟之靈（千俵夏芽、千俵織繪）
- 進擊！巨人中學校（芙莉妲·雷斯）
- 全部成為F THE PERFECT INSIDER（島田文子）
- 戰姬絕唱SYMPHOGEAR GX（瑪麗亞·卡登扎夫娜·伊芙）
- 在地下城尋求邂逅是否搞錯了什麼（芙蕾雅）
- DOG DAYS"（布里歐修·達爾基安）
- 惡魔高校D×D BorN（莉雅絲·吉蒙里）
- 比基尼鬥士（戰士）
- 奏響吧！上低音號（齋藤葵、管樂團成員）
- Fate/kaleid liner 魔法少女☆伊莉雅 2wei Herz!（栗原火雀）
- 百合熊風暴（針島薰）
- 落第騎士英雄譚（貴德原彼方）
- 亂步奇譚 Game of Laplace（黑蜥蜴、貓）
- 六花的勇者（娜榭塔妮亞·露伊·彼埃納·奧古斯特[26]）
- WORKING!!!（小鳥遊泉）

2016年
- 天真與閃電（幹夫的母親）
- 百無禁忌！女高中生私房話（辣妹子姊、主角）
- Classica Loid（海月、莫扎特〈少年〉）
- 競女!!!!!!!!（小早川未來）
- 最弱無敗神裝機龍（蕾莉·愛格蘭姆）
- 槍彈辯駁3 -The End of 希望峰學園- 未來篇（霧切響子）
- 槍彈辯駁3 -The End of 希望峰學園- 希望篇（霧切響子）
- 一課一練（杏璃）
- Dimension W －維度戰記－（賽德里克·摩根）
- NEW GAME!（八神光）
- 爆音少女！！（多津子）
- 一人之下 the outcast（夏禾）
- 奏響吧！上低音號2（齋藤葵）
- 夢幻之星Online2 The Animation（艾可）
- 不愉快的妖怪庵（甲羅）
- 啟航吧！編舟計畫（岸邊綠）
- 舞武器·舞亂伎（間絕美、堀野真實）
- 舞武器·舞亂伎 星之巨人（間絕美）
- 輕拍翻轉小魔女（小百合）
- 烙印勇士（法露）
- 神奇寶貝XY&Z（愛蜜莉亞）
- 魔奇少年 辛巴達的冒險（艾絲拉）
- 超時空要塞Δ（克蕾兒·帕德魯）
- 魔法少女育成計劃（露菈）
- Re:從零開始的異世界生活（女狂人）
- Regalia 三聖星（琉）
- 長騎美眉（高宮紗希）
- WWW.WORKING!!（村主小百合）

2017年
- 偶像學園STARS！（艾爾莎·福特）
- 單蠢女孩（花畑佳惠）
- 異世界食堂（法爾妲妮亞）
- 有頂天家族2（南禪寺玉瀾）
- 阿松（美和）
- THE REFLECTION（史蒂爾·露拉）
- 櫻花任務（織部千登勢〈高中生〉）
- 將國戡亂記（夏拉）
- 十二大戰（異能肉）
- 食戟之靈 餐之皿（千俵夏芽、千俵織繪）
- sin 七大罪（瑪門）
- 戰姬絕唱SYMPHOGEAR AXZ（瑪麗亞·卡登扎夫娜·伊芙）
- 在地下城尋求邂逅是否搞錯了什麼 外傳 劍姬神聖譚（芙蕾雅）
- 亞人醬有話要說（佐藤早紀繪）
- 天使的3P！（尾城小百合）
- NEW GAME!!（八神光）
- Hand Shakers（賓得）
- Piace～我的義大利料理～（藤木瑠梨）
- 風夏（友美）
- Frame Arms Girl（源內蒼）
- 烙印勇士 次篇（法露）
- 小魔女學園（黛安娜·卡文迪許）
- Re:CREATORS（愛麗絲特莉亞·菲布拉里）
- 不正經的魔術講師與禁忌教典（艾蓮娜·夏洛特）

2018年
- 書店裡的骷髏店員本田（瘟疫面具、電話2）
- 伊藤潤二驚選集（璃子）
- 紫羅蘭永恆花園（史賓賽〈幼少〉）
- 皇帝聖印戰記（雅娜）
- 哥布林殺手（魔女）
- 劍王朝（長孫淺雪）
- 罪人與龍共舞（吉薇妮雅）
- 進擊的巨人 Season3（芙莉妲·雷斯）
- Slow Start（一之瀨葉月）
- 閃亂神樂 SHINOVI MASTER -東京妖魔篇-（兩備）
- 刀劍神域外傳 Gun Gale Online（Pitohui／神崎艾莎、佐藤麗）
- 比宇宙更遠的地方（前川佳苗）
- 我讓最想被擁抱的男人給威脅了。（黑川百合江）
- BanG Dream！少女樂團派對☆PICO（宇田川巴）
- 付喪神出租中（木野）
- POP TEAM EPIC（POP子〈第4話A段〉）
- 惡魔高校D×D HERO（莉雅絲·吉蒙里）
- 高分少女（小美）
- 霸穹 封神演義（妲己）
- 極道超女（詩子）
- 梅露可物語 -無打采的少年與瓶中少女-（瑟蕾娜、芙露娜、波依希亞）
- 前進吧！登山少女 Third Season（齋藤楓）
- 搖曳莊的幽奈小姐（旁白）
- 雷頓懸疑偵探社～卡翠愛兒的解謎事件簿～（奧莉薇）

2019年
- 偶像學園Friends！～閃耀的寶石～（天翔響）
- 偶像學園 on Parade！（艾爾莎·福特、天翔響）
- 平凡職業造就世界最強（緹奧·庫拉魯斯）
- W'z（日语：W'z《ウィズ》）（幸音／荒城幸音）
- 獵獸神兵（ライザ・ルネキャッスル）
- 異世界超能魔術師（古拉米）
- 滿月之戰（安娜·雨果）
- PSYCHO-PASS 心靈判官3（小宮香利奈）
- 戰姬絕唱SYMPHOGEAR XV（瑪麗亞·卡登扎夫娜·伊芙）
- 機獸新世紀ZOIDS WILD ZERO（喬·艾瑟爾）
- 聖鬥士星矢 聖鬥少女翔（邪蛇）
- 在地下城尋求邂逅是否搞錯了什麼II（芙蕾雅）
- Dr.STONE 新石紀（北東西南）
- 家有女友（橘陽菜）
- No Guns Life（奧莉薇·范德貝爾梅）
- BanG Dream! 2nd Season（宇田川巴[27]）
- 粉彩回憶（人偶B）
- 夢幻之星Online2 神諭篇章（艾可）
- 不愉快的妖怪庵 續（甲羅）
- 魔法少女特殊戰明日香（劉佩佩）
- Manaria Friends（安）
- 臨死！！江古田（日语：臨死!!江古田ちゃん）（辣妹A）
- revisions（石動千春）
- 艾梅洛閣下II世事件簿 -魔眼蒐集列車 Grace note-（代理經理）

2020年
- 異種族風俗娘評鑑指南（愛洛耶[28]）
- ID：INVADED（菊池桂子）
- 〈Infinite Dendrogram〉-無盡連鎖-（瑪麗·阿德勒／一宮渚）
- 炎炎消防隊 貳之章（屠殺者）
- 阿松 第三季（性別平等松）
- 織田肉桂信長（丸太郎的飼主、寧寧）
- 滿溢的水果塔（梶野穗步）
- 轉生成女性向遊戲只有毀滅END的壞人大小姐（席利烏斯·迪克〈幼年〉／拉斐爾·華特〈幼年〉）
- 神之塔（火蓮）
- 王者天下3（羌瘣）
- 小碧藍幻想！（安）
- 請問您今天要來點兔子嗎？BLOOM（班長）
- 食戟之靈 豪之皿（千俵夏芽、千俵織繪）
- 在地下城尋求邂逅是否搞錯了什麼III（芙蕾雅）
- 勇者鬥惡龍 達伊的大冒險（姿魯朋）
- 富豪刑事 Balance:UNLIMITED（陽子）
- BanG Dream! 少女樂團派對☆PICO ～大碗公～（宇田川巴）
- BanG Dream! 3rd Season（宇田川巴）
- 寶可夢 旅途（彩豆）
- 魔術士歐菲流浪之旅（阿莎莉）
- 魔女之旅（席拉）
- 魔法科高中的劣等生 來訪者篇（安潔莉娜·庫都·希爾茲／安吉·希利鄔斯[29]）
- 名偵探柯南（大出杏）
- LISTENERS（修蒂勒·諾伊鮑登）

2021年
- 偶像活動Planet！（華美向日葵）
- 碧藍航線 微速前進！（火奴魯魯、聖露易斯）
- 異世界食堂2（法爾妲妮亞）
- 瓦尼塔斯的手札（薇羅妮卡）
- 陰晴不定的體操哥哥（蛇賀眩衣）
- Vivy -Fluorite Eye's Song-（艾絲黛拉）
- 回復術士的重啟人生（凱亞菈）
- 吸血鬼馬上死（瑪麗亞）
- 三角窗外是黑夜（美雪）
- 死神少爺與黑女僕（達蕾絲）
- 通靈王（麻倉葉、麻倉花）
- 影宅（桃樂絲）
- 賈希大人不氣餒！（房東）
- 咒術迴戰（庵歌姬）
- 進化果實～不知不覺踏上勝利的人生～（露易艾絲·巴爾潔[30]）
- Dr.STONE 新石紀 STONE WARS（北東西南）
- 暗夜第六感 2041（日语：NIGHT HEAD）（小林君枝）
- 工作細胞BLACK（白血球〈1196〉）
- BanG Dream! 少女樂團派對☆PICO Fever!（宇田川巴）
- 魔術士歐菲流浪之旅 基姆拉克篇（阿莎莉）
- 魔法科高中的優等生（安潔莉娜·庫都·希爾茲）
- 暗黑企業的迷宮（莎莉）
- 名偵探柯南（伊東彌生）
- 憂國的莫里亞蒂（艾琳·亞德勒／詹姆斯·龐德）
- 魯邦三世 PART6（服務生）

2022年
- CUE!（鳳真咲）
- 天才王子的赤字國家重生術（菲雪·布蘭戴爾[31]）
- 平凡職業造就世界最強 2nd season（緹奧·庫拉魯斯）
- 超異域公主連結 Re:Dive Season 2（望[32]）
- 幻想三國誌 -天元靈心記-（女占卜師／冬裳）
- 永遠的831（明奈）
- 進擊的巨人 The Final Season（芙莉妲·雷斯）
- SLOW LOOP-女孩的釣魚慢活-（宮野楓）
- 相愛相殺（米法）
- BanG Dream! 少女樂團派對！5週年紀念動畫 -CiRCLE THANKS PARTY!-（宇田川巴）
- 自称贤者弟子的贤者（向导）
- RPG不動產（薩托娜）
- 王者天下4（羌瘣）
- 夏日時光 （南方日鶴）
- Love Live! 虹咲學園學園偶像同好會（三船薰子）
- 杜鵑婚約（海野奈美惠）
- 群青的開幕曲（皇朱哩[33]）
- RWBY 冰雪帝國（懷絲·雪倪）
- Dr.STONE 新石紀 龍水（北東西南）
- 打工吧！！魔王大人（遊佐惠美〈勇者艾米莉亞〉）
- ORIENT 東方少年（宇佐美黑子[34]）
- 盛開的阿爾斯諾特莉亞 吸！（日语：咲う アルスノトリア）（ネクロマンティア）
- Extreme Hearts（RiN[35]）
- 徹夜之歌（白河清澄[36]）
- 在地下城尋求邂逅是否搞錯了什麼IV（芙蕾雅）
- 金裝的維爾梅～瀕臨留級的學生與最強災害掉入魔法世界～（米艾尔）
- 繼母的拖油瓶是我的前女友（種里圓香[37]）
- 新来的女佣有点怪（母亲）
- 前進吧！登山少女 Next Summit（齋藤楓）
- 我想成為影之強者！（愛麗絲·米德加[38]）
- 給不滅的你 Season2（王妃）
- 明日方舟 黎明前奏（凱爾希[39]）
- 秋叶原冥途战争（狮子王牌女仆）

2023年
- 吸血鬼馬上死2（瑪麗亞）
- 阿魯斯的巨獸（羅曼娜[40]）
- 魔術士歐菲流浪之旅 阿邦拉馬篇（阿莎莉）
- 真·進化果實～不知不覺踏上勝利的人生～（露易艾絲·巴爾潔[41]）
- 最強陰陽師的異世界轉生記（拉比涅爾）
- 物之古物奇譚（時雨[42]）
- 異世界悠閒農家（葛菈法倫）
- 間諜教室（奧莉維亞）
- Dr.STONE 新石紀 NEW WORLD（北東西南[43]）
- 鄰人似銀河（護國桃香[44]）
- 東京喵喵 NEW（マドレーヌ）
- 魔術士歐菲流浪之旅 聖域篇（阿莎莉[45]）
- 轉生貴族的異世界冒險錄～不知自重的眾神使徒～（愛露卡）
- 在異世界獲得超強能力的我，在現實世界照樣無敵～等級提升改變人生命運～（格蕾娜）
- 幻日夜羽 -鏡中暉光-（萊拉普斯[46]）
- Lv1魔王與獨居廢勇者（潔妮亞[47]）
- 咒術迴戰 懷玉·玉折 / 澀谷事變（庵歌姬）
- 死神少爺與黑女僕 第2期（達蕾絲[48]）
- 甜點轉生（布里歐修·沙爾格雷特·米爾·雷特休[49]）
- 殭屍100～在成為殭屍前要做的100件事～（麗香）
- 能幹貓今天也憂鬱（優芽的母親[50]）
- 我的幸福婚約（久堂葉月[51]）
- BanG Dream! It's MyGO!!!!!（宇田川巴）
- 聖者無雙～上班族的異世界生存之道～（嘉德麗雅[52]）
- 鴨乃橋論的禁忌推理（雨宮[53]）
- 我的推是壞人大小姐。（優·保亞[54]）
- 哥布林殺手II（魔女）
- 明日方舟 冬隱歸路（凱爾希[55]）
- 希望之力～成年光之美少女'23～（貝爾[56]）
- 家裡蹲吸血姬的鬱悶（卡蕾·艾威西爾斯[57]）
- 破滅的王國（西塔）
- 香格里拉·開拓異境～糞作獵手挑戰神作～（亞瑟·潘希魯貢／天音永遠）
- 我想成為影之強者！ 2nd season（愛麗絲·米德加）
- 黑暗集會（魄啜繚亂弟切花魁）
- 聖魔大戰 BIKKURI-MEN（瑪利亞[58]）

2024年
- 通靈王FLOWERS（麻倉花[59]、麻倉葉[60]）
- 魔女與野獸（伊歐涅[61]）
- 烈焰先鋒 救國的橘衣消防員（阿爾托寧·響[62]）
- 王者天下5（羌瘣[63]）
- 夢想成為魔法少女（君王艾露諾[64]）
- 金屬口紅（伊娃·克里斯泰拉[65]）
- 迷宮飯（舞鶴[66]、山姥）
- 極速星舞（淺河彼方[67]）
- 死神少爺與黑女僕 第3期（達蕾絲[68]）
- 星際莊的戀愛日記（春人）
- 魔法科高中的劣等生 第3期（安潔莉娜·庫都·希爾茲）
- 被稱為廢物的原英雄，被家裡流放後隨心所欲地活下去（莉澤特）
- FAIRY TAIL魔導少年 百年任務（卡拉蜜兒[69]）
- 神之塔 -Tower of God- 王子的歸還 / 工房戰（火蓮[70]）
- ATRI -My Dear Moments-（凱薩琳[71]）
- 身為VTuber的我因為忘記關台而成了傳說（朝霧晴[72]、莉雅絲·吉蒙里）
- 為何我的世界被遺忘了？（凡妮莎）
- 多數欠（如月麻里亞[73]）
- 刀劍神域外傳 Gun Gale Online II（Pitohui／神崎艾莎[74]）
- 在地下城尋求邂逅是否搞錯了什麼V（芙蕾雅[75]）
- 香格里拉·開拓異境～糞作獵手挑戰神作～ 2nd season（亞瑟·潘希魯貢／天音永遠[76]）
- 村井之戀（田中彩乃[77]）
- 機械臂（阿瑪莉莉絲[78]）
- 平凡職業造就世界最強 season 3（緹奧·庫拉魯斯）
- 鴨乃橋論的禁忌推理 2nd Season（雨宮[79]）
- 七龍珠大魔（阿琳絲博士[80]）
- 凍牌～地下麻將鬥牌錄～（愛[81]）
- 科學×冒險生存！（クオ博士[82]）
- Love Live! Superstar!! 第3期 （夏美、冬毬的母親）
- 魔王2099（瑪格・羅桑塔[83]）

2025年
- 我想蹺掉太子妃培訓（雪莉）
- 我的幸福婚約 第2期（久堂葉月）
- 群花綻放、彷如修羅（西園寺修羅[84]）
- 魔農傳記 FARMAGIA（麗珊[85]）
- MOMENTARY LILY 剎那之花（歐石楠的母親）
- 瞬間治癒卻被當成廢物踢出隊伍的天才治療師，改當無照治療師快樂過活（卡蜜拉[86]）
- 隨興旅 -That's Journey-（天空橋莉莉[87]）
- 炎炎消防隊 參之章（GOLD[88]）
- 我是星際國家的惡德領主！（女將）
- 直至魔女消逝（艾爾朵菈[89]）
- 明日方舟 焰燼曙明（凱爾希[90]）
- 破爛千金被姊姊的原婚約者溺愛著（米歐[91]）
- Silent Witch 沉默魔女的祕密（布莉吉特·葛萊安[92]）
- 杜鵑婚約 第2期（海野奈美惠[93]）
- 強者的新傳說（尤莉嘉[94]）
- 轉生為第七王子，隨心所欲的魔法學習之路（アナスタシア[95]）
- 科學×冒險生存！（第2期）（クオ博士[96]）
- 王者天下6（羌瘣[97]）
- 異世界小白玩家 －用 HP1 展開最強最快的迷宮攻略－（涅菲莉亞·卡斯[98]）

### OVA
2009年
- CLANNAD 〜AFTER STORY〜（學生）
- 最終幻想VII 降臨之子（艾吉的子民）

2010年
- 妖魔同鄰足洗邸（笠森仙）
- 聖痕鍊金士 〜女帝的肖像〜（桂木華）

2011年
- IS〈Infinite Stratos〉Encore 愛情戰火六重奏（篠之之箒）
- 這樣算是殭屍嗎？「咦，這是最終回嗎？」（瑟拉〈瑟拉芬〉）※小說第8卷限定版附DVD
- 妄想學生會（天草篠）
  - 「歸來的妄想學生會」※第5卷限定版附DVD
  - 「不一般的大哥／辛苦的工作也能笑着完成小鈴很偉大啊（轟談）／妄想兒童會」※第6卷限定版附DVD

2012年
- CØDE:BREAKER 「code:extra 1・2・3&Plus1」（櫻小路櫻）※第22卷限定版附DVD
- 這樣算是殭屍嗎？（瑟拉〈瑟拉芬〉）
  - 「是的，安可大感謝」※小說第10卷限定版附DVD
  - 「是的，滿合身的」※漫畫第6卷限定版附Blu-ray
- 妄想學生會（天草篠）
  - 妄想學生會OVA
  - 「小狗／津田家的情況／直髮的話 頭髮擦著乳頭 會覺得很舒服哦」※第7卷限定版附DVD
- 乃木坂春香的秘密 Finale♪（雛咲祝）
- 惡魔高校D×D（莉雅絲·吉蒙里）※小說第13卷限定版附Blu-ray

2013年
- CØDE:BREAKER（櫻小路櫻）
  - 「code:100 & extra HANAMI & Plus2」※漫畫第23卷限定版附DVD
  - 「code:4koma Special Theater」※漫畫第24卷限定版附DVD
- 妄想學生會（天草篠）
  - 妄想學生會 歸來OVA
  - 妄想學生會 歸來OVA2
  - 第8卷限定版附DVD
  - 第9卷限定版附DVD
- 惡魔高校D×D（莉雅絲·吉蒙里）※小說第15卷限定版附Blu-ray
- 夜櫻四重奏 -對月哭泣-（松平撫子）※漫畫第14卷限定版附DVD
- 蘿球社！（永塚紗季）※PSP遊戲《蘿球社！遺落物的祕密》限定版附DVD

2014年
- IS〈Infinite Stratos〉2 世界清除篇（篠之之箒）
- 如果折斷她的旗（英雄崎凛）※小說第11卷限定版附DVD
- 妄想學生會（天草篠）
  - 第10卷限定版附DVD
  - 妄想學生會＊OVA
- 旋風管家！（劍野迦遊羅）※漫畫第43卷限定版附DVD
- 魔奇少年 辛巴達的冒險（艾絲拉）
  - 迷宮巴力攻略篇・前篇※漫畫第3卷特別版附OVA
  - 迷宮巴力攻略篇・後篇※漫畫第4卷特別版附OVA
- 夜櫻四重奏（松平撫子）
  - 對月哭泣 2※漫畫第15卷限定版附DVD
  - 對月哭泣 3※漫畫第16卷限定版附DVD

2015年
- 一騎當千 Extravaganza Epoch（武藏坊弁慶）
- 妄想學生會（天草篠）
  - 第11卷限定版附DVD
  - 第12卷限定版附DVD
- 閃亂神樂 ESTIVAL VERSUS -盡是泳裝的前夜祭-（兩備）
- TRINITY SEVEN 七大罪與七魔道士（山奈米菈）※漫畫第11卷限定版附BD
- 惡魔高校D×D NEW（莉雅絲·吉蒙里）※DX.1 限定版附Blu-ray
- 惡魔高校D×D BorN（莉雅絲·吉蒙里）※DX.2 限定版附Blu-ray
- 不良仔與眼鏡妹（足立花）※上卷BOX特典《山田君與7人魔女》×《不良仔與眼鏡妹》合作動畫

2016年
- 女王之刃 GRIMOIRE（齊天）
  - 覺醒，小紅帽魔獵人※官方導讀「女王之刃 鏡之魔術公主白雪」限定版
  - 輪舞，做夢的人魚公主※官方導讀「女王之刃 冬之魔王灰姑娘」10周年紀念包
- 妄想學生會（天草篠）
  - 第13卷限定版附DVD
  - 第14卷限定版附DVD
- 爆音少女！！（多津子）※漫畫第7卷限定特裝版附OAD
- 比基尼鬥士OVA（戰士）

2017年
- 百無禁忌！女高中生私房話（辣妹子姊）※漫畫第4卷特裝版附OAD
- 妄想學生會（天草篠）※第15卷限定版附DVD
- 前進吧！登山少女 回憶的禮物（齋藤楓）

2018年
- 紫羅蘭永恆花園 Extra Episode（伊爾瑪·費利斯）※BD、DVD第4卷收錄
- 比基尼鬥士OVA2（戰士）
- 搖曳莊的幽奈小姐（旁白、宮崎日和）※漫畫第11、23卷同捆動畫BD
- 境界線上的地平線（糟屋·武則）※Blu-rayBOX 完全新作特典動畫

2019年
- 妄想學生會（天草篠）
  - 第17卷限定版附DVD
  - 第18卷限定版附DVD
- 平凡職業造就世界最強 Special Episode「月的日記本」（緹奧·庫拉魯斯）※Blu-ray BOX第2卷收錄

2020年
- 哥布林殺手 GOBLIN'S CROWN（魔女）
- 平凡職業造就世界最強 Special Episode「邂逅溫泉」（緹奧·庫拉魯斯）※Blu-ray BOX第3卷收錄

2022年
- 平凡職業造就世界最強 2nd season Episode.13「平凡繞路造就世界最強」（緹奧·庫拉魯斯）※Blu-ray BOX第1卷收錄

### 網路動畫
2011年
- 帥氣可愛宣言！第2季（花緒）

2015年
- 動畫心療系（官越癒）
- 義呆利 The World Twinkle（摩納哥、豬）
- Master of Torque Season2（七寶瑠璃子、天羽驒（7歲））

2016年
- EYEDROPS（新斯的明硫酸鹽）
- Master of Torque Season3（七寶瑠璃子）
- 怪物彈珠動畫 第1季（路西法）

2017年
- 怪物彈珠動畫 第2季
- 怪物彈珠 路西法的戰慄天籟〜唯一的最初樂章〜（路西法）
  - Monster Sonic！達太喵的偶像宣言（路西法）

2018年
- EYEDROPS Special Episode（新斯的明硫酸鹽）
- 怪物彈珠動畫 第3季（路西法）

2019年
- 銀魂 ～怪物彈珠篇～ 其之2（路西法）
- 7SEEDS（末黑野花）
- 絲襪視界（中紅由亞）

2020年
- 網路動畫 偶像學園 on Parade！（艾爾莎·福特）
- Zenonzard THE ANIMATION（梅迪拉·貝拉尼）

2021年
- 天空侵犯（日下部彌生）
- 吸血鬼之愛（墨田仁子）

2022年
- BASTARD!! －暗黑破壞神－（安雪絲·奈伊）
- 浪漫杀手（岸优花菜）

2023年
- 伊藤潤二狂熱：日本恐怖故事（小菁[99]）
- BASTARD!! －暗黑破壞神－ 第2期（安雪絲·奈伊）
- PLUTO ～冥王～（小金剛[100]）

2024年
- T·P時光特警（白石鐵男[101]）
- 物語系列 第外季&第怪季（日傘星雨[102]）

2025年
- 諾莫之國[103]

### 劇場版動畫
2008年
- 超劇場版 Keroro軍曹 3 Keroro VS Keroro 天空大決戰（女C）

2010年
- 劇場版 文學少女

2011年
- 電影 K-ON!（秋山澪）
- 天降之物 計時的悲傷女神（風音日和）
- 劇場版 旋風管家 HEAVEN IS A PLACE ON EARTH（劍野迦遊羅）

2012年
- 電影 Smile 光美少女！ 兒童圖畫書裡的世界都不協調！（灰姑娘）
- 劇場版 閃電十一人GO vs 紙箱戰機W（芙蘭）
- Code Geass 亡國的阿基德 第1章「翼龍降臨」（香坂綾乃）

2013年
- Arve Rezzle─機械化的妖精們─（比良坂唯）
- Code Geass 亡國的阿基德 第2章「撕裂的翼龍」（香坂綾乃）
- 劇場版 魔法禁書目錄 -安迪米昂的奇蹟-（莎特奧拉·塞昆齊亞）
- 劇場版 花開物語 HOME SWEET HOME（四十萬緣〈幼年〉）
- 春HAL（胡桃）
- 小魔女學園（黛安娜）

2014年
- 天降之物Final 永遠的我的鳥籠（風音日和）
- 玉子愛情故事（北白川雛子）
- 猛烈宇宙海賊 ABYSS OF HYPERSPACE -超空間的深淵-（琳·蘭美達）

2015年
- 電影 High☆Speed! -Free! Starting Days-（龍崎怜〈小學〉）
- 劇場版 境界的彼方 -I'LL BE HERE- 未來篇（未來的祖先）
- Code Geass 亡國的阿基德 第3章「閃耀之物由天墜落」（香坂綾乃）
- Code Geass 亡國的阿基德 第4章「由怨恨的記憶開始」（香坂綾乃）
- 小魔女學園 魔法遊行（黛安娜）

2016年
- Code Geass 亡國的阿基德 最終章「致親愛的人與物」（香坂綾乃）
- 劇場版 selector destructed WIXOSS（戶賀崎幸）
- 劇場版 銀河機攻隊 莊嚴皇子 -覺醒的基因-（釘宮桂）
- planetarian～星之人～（約伯）

2017年
- 青鬼 THE ANIMATION（波多野美冬）
- 劇場版 妄想學生會（天草篠）
- 劇場版 TRINITY SEVEN -悠久圖書館與錬金術少女-（山奈米菈）
- NO GAME NO LIFE 遊戲人生 ZERO（克洛妮·多拉、史蒂芬妮·多拉）
- 劇場版 吹響吧！上低音號～想傳達的旋律～（齋藤葵）
- 劇場版 魔法科高中的劣等生 呼喚繁星的少女（安潔莉娜·庫都·希爾茲）
- 魔法少女奈葉Reflection（伊莉絲）

2018年
- 劇場版超時空要塞Δ 激情的女武神（日语：劇場版マクロスΔ 激情のワルキューレ）（克蕾兒）
- 劇場版 七大罪 天空的囚人（加拉）
- 於離別早晨飾上約定之花（蒂塔）
- 怪物彈珠 THE MOVIE 空之彼方（路西法）
- 魔法少女奈葉Detonation（伊莉絲）

2019年
- 劇場版 在地下城尋求邂逅是否搞錯了什麼 -獵戶座之箭-（芙蕾雅）
- 劇場版 TRINITY SEVEN -天空圖書館與緋紅的魔王-（山奈米菈）
- Frame Arms Girl～Kyakkyau Fufu na Wonderland～（源內蒼）
- 劇場版 Free!-Road to the World-夢（龍崎怜〈小學〉）
- BanG Dream! FILM LIVE（宇田川巴）

2020年
- PSYCHO-PASS 心靈判官3 FIRST INSPECTOR（小宮香利奈）
- 怪物彈珠 THE MOVIE 路西法 絕望的黎明（路西法）

2021年
- 劇場版 妄想學生會 2（天草篠）
- 劇場版 BanG Dream! Episode of Roselia I：約定（宇田川巴）
- 劇場版 BanG Dream! Episode of Roselia II：Song I am.（宇田川巴）
- BanG Dream! FILM LIVE 2nd Stage（宇田川巴）

2022年
- 劇場版 BanG Dream! Poppin'Dream!（宇田川巴）

2023年
- 留級魔女 風嘉與黑暗魔女（梅格拉[104]）
- 劇場版 轉生成女性向遊戲只有毀滅END的壞人大小姐（アルクス[105]）

2024年
- 劇場版物怪 唐傘（時田蕗[106]）

2025年
- 劇場版物怪 第二章 火鼠（時田蕗[107]）
- AS ONE（キザナ[108]）

### 遊戲
2007年
- Myself ; Yourself
- 無限地帶23 藍色嘉蘭德（中川真美）
- ♂motto!!戀愛主義♀ 美少女遊戲「Boreas」（木原莉穗）

2008年
- 劍與魔法與学園。（日语：剣と魔法と学園モノ。）（諾姆・女）
- Your Memories Off～Girl's Style～（日语：ユア・メモリーズオフ〜Girl's Style〜）

2009年
- KILLZVALD 〜最後的人類〜（月人愛莉耶絲）
- 女王之刃（多拉）
- 魔力寶貝2
- 龍與虎攜帶版
- 彈珠機DX WWD（藤卷牛木、葉月）
- 彈珠機DX （渡邊涼風）
- Fragoria（女神）
- 弧光之源3 獵眼妖精（日语：ルミナスアーク3 アイズ）（米莉亞、凱特）

2010年
- 海貓悲鳴時〜魔女與推理的輪舞曲〜（撒旦）
- （瑪莉亞·海倫·理察森）
- 拜託要保密喔Kiss（日语：おねがいナイショにしてね）（鳥居花梨）
- K-ON!放學後LIVE!!（秋山澪）
- 7POKER
- 槍彈辯駁 希望學園與絕望高中生（霧切響子）
- 閃電皮羅特〜天空的羈絆〜（日语：電撃のピロト〜天空の絆〜）（特里尼迪）
- 卡巴拉島Online（巧克拉）
- 拼圖 -我們的48小時戰爭-（日语：パズル -ぼくらの48時間戦争-）（記者）
- 花札參（日语：花札参）（看板娘）
- 桃色大戰（一之瀨琴未）
- L@ve Once（日语：L@ve once）（鳥留芽琉）

2011年
- 秋葉原之旅（文月瑠衣）
- （琳娜）
- 海貓悲鳴時〜真實與幻想的夜想曲〜（撒旦）
- 女王之門 混沌螺旋（日语：クイーンズゲイト）（服部絢子、桂木華）
- GE 王者之劍（日语：グラナド・エスパダ）（貝洛尼芙）
- 蠟筆小新 宇宙功夫！？友情的笨蛋空手道！！（潘）
- 光明騎士4 Over Reloaded（日语：グローランサーIV）（使魔D-MD型）
- 七龍傳說2020
- 愛的爆爆（日语：トイ・ウォーズ）（鳴實一號機B）
- 謎惑館 ～隨音逐流～（日语：謎惑館 〜音の間に間に〜）（女僕）
- 妖怪少爺 百鬼繚亂大戰（狂骨〈女〉）
- 貴族少女的使命！（日语：ノーブルリージュ!）（香草·薩斯頓）
- 白衣性戀愛症候群（藤澤渚）
- Final Fantasy XIII-2（艾莉莎·賽德）
- Final Fantasy 零式（蒼龍武官）
- 武装神姬 BATTLE MASTERS Mk.2（巡航型MMS JILLRIVERS）
- BLACK★ROCK SHOOTER THE GAME（席茲）
- 全民高爾夫6（美奈子）
- 桃色大戰（露姬儂）
- 蘿球社！（永塚紗季）

2012年
- 秋葉原之旅 PLUS（文月瑠衣）
- 閃電十一人GO 王牌前鋒 2013（芙蘭）
- 現在就想告訴哥哥，我是妹妹！（拝田希實花）
- Wizardry Online（日语：Wizardry Online）[109]
- 鬼武者Soul（日语：鬼武者Soul）
- 戀愛吧動畫社（桐生晶）
- 超級槍彈辯駁2 再見絕望校園（霧切響子）
- 如果和女孩同處密室…（日语：女の子と密室にいたら○○しちゃうかもしれない。）（乃木乙葉）
- 機動戰士GUNDAM 激戰任務（日语：機動戦士ガンダム バトルオペレーション）（新手駕駛員、EXAM）
- Steel Chronicle（日语：スティールクロニクル）（妮娜·艾蒂菲爾特）
- 白衣性戀愛症候群 RE:Therapy（藤澤渚）
- 英雄幻想曲（日语：ヒーローズファンタジア）（不堂忍）
- 夢幻之星Online2（艾可、安娜莉絲、芭芭拉、琪雅拉）
- （瑟拉〈瑟拉芬〉）
- Love＠One雀（鳥留芽琉）
- 擂台☆夢想 女子職業摔角大戰（菇菇胡桃〈榎木胡桃〉）
- 電鋸甜心（朱麗葉·斯塔林）

2013年
- EXSTETRA（日语：エクステトラ）（水姬）
- 騎士之約～新約英雄大戰～（拿破崙）
- 銀魂大富翁（新島七重）
- K-ON!放學後節奏時間（日语：けいおん! 放課後リズムタイム）（秋山澪）
- 七龍傳說2020-II
- 戰國Collection（明智光秀）
- （阿爾忒彌斯〈黛安娜〉）
- 閃亂神樂 SHINOVI VERSUS -少女們的証明-（日语：閃乱カグラ SHINOVI VERSUS -少女達の証明-）（兩備）
- 槍彈辯駁1・2 Reload（霧切響子）
- 惡魔高校D×D（莉雅絲·吉蒙里）
- 夢幻之星Online2（假面）
- [麻雀物語2 激闘！麻雀大獎賽] 错误：{{Lang}}：无效参数：|3=（帮助）（風上沙耶香）
- Muv-Luv Alternative Total Eclipse（妮伊拉姆·拉瓦努南多）
- 坦克戰記4～月光的歌姬～（日语：メタルマックス4 月光のディーヴァ）（X-elle）
- （永塚紗季、櫻小路櫻、遊佐惠美〈勇者艾米莉亞〉）
- 擂台☆夢想 女子職業摔角大戰（戀人井之瀨）
- 蘿球社！遺落物的秘密（永塚紗季）

2014年
- IS〈Infinite Stratos〉Versus Colors（篠之之箒）
- IS〈Infinite Stratos〉2 Ignition Hearts（篠之之箒）
- M3〜其為黑鋼〜///MISSION MEMENTO MORI（破先艾米露）
- 國王遊戲－共闘－（岩村莉愛）
- 朧村正 七夜祟妖魔忍傳（白蛇）
- 女友伴身邊（篠宮理沙）
- 雙槍激鬥2（天堂寺莎拉）
- GUNDAM創壞者2（日语：ガンダムブレイカー2）（蕾亞·海森堡）
- 機動戰士GUNDAM Online（駕駛員聲〈快活III〉）
- 碧藍幻想（Serefira）
- 核心爭霸（Clacive）
- 三國志拼圖大戰（王異）
- 三國魂（黃月英、甄姬、孫尚香、步練師）
- 巴哈姆特之怒（安）
- 精靈使的劍舞 DayDreamDuel（蕾斯提亞）
- 戰國大戰（日语：戦国大戦） （冬姬、南之方、淀殿、江姬、小松姬）
- 超級女英雄戰記（日语：超ヒロイン戦記）（篠之之箒）
- 忍乳負重 閃亂神樂（日语：デカ盛り 閃乱カグラ）（兩備）
- 電擊文庫 FIGHTING CLIMAX（永塚紗季）
- 愚者信長 戰亂王權（貞德·輝夜·達魯克）
- 惡魔高校D×D NEW FIGHT（莉雅絲·吉蒙里）
- 封印勇者！瑪恩島與空之迷宮（艾達）
- 魔法科高中的劣等生 Out of Order（安潔莉娜·庫都·希爾茲）
- MIRROR WAR～Reincarnatuon of Holiness～（弓兵、聖靈師、戰士、咒術師）
- 妖怪百姬！（貓又、化貓）
- （拝田希實花、貞德·輝夜·達魯克）
- 蘿球社！秘密的快門機會（永塚紗季）

2015年
- 阿爾卡迪亞的蒼之巫女（賽麗娜）
- 聖潔天使～第2風紀委員 少女戰鬥～（篠之之箒）
- IS〈Infinite Stratos〉2 Love and Purge（篠之之箒）
- IS〈Infinite Stratos〉 Blazing Memory（篠之之箒）
- VALKYRIE DRIVE -BHIKKHUNI-（九頭龍桃）
- 我家公主最可愛（紅椿公主 篠之之箒）
- 終結的熾天使 命運的開端（馮·斯克魯德）
- 終結的熾天使 BLOODY BLADES（馮·斯克魯德）
- 女友伴身邊（♪）（篠宮理沙）
- 問答RPG 魔法使與黑貓維茲（麗維塔·伊蕾）
- KRITIKA～天空騎士團～（吸血鬼）
- XUCCESS HEAVEN REBELLION（緋）
- Shooting Girl（下灘小雪）
- 白貓Project（麗維塔·伊蕾）
- 七龍傳說III code:VFD
- 戰國姬譚MURAMASA-雅-（日语：戦国姫譚MURAMASA-雅-）（井上之房、徳川家康）
- 閃亂神樂 ESTIVAL VERSUS -少女們的抉擇-（日语：閃乱カグラ ESTIVAL VERSUS -少女達の選択-）（兩備）
- （阿爾忒彌斯）
- 槍彈辯駁 -Unlimited Battle-（霧切響子）
- 電擊文庫 FIGHTING CLIMAX IGNITION（遊佐惠美、永塚紗季）
- 練愛球園（茶倉小媛）
- 神隱幻姬（雪姬）
- 百華夜光（日语：百華夜光）（年葉）
- Princess Connect！（日语：プリンセスコネクト!）（櫻井望）
- 勇氣之門 時之妖精與不可思議的迷宮（凱爾蒂艾）
- 輝星的反叛（烏爾德、瓦爾基里）
- 立體繪本物語 魔法書與聖樹學園（日语：ポップアップストーリー 魔法の本と聖樹の学園）（雅莉莎·克絲汀）
- 魔王大人大逆轉！（魔王大人（女））
- 魔壞神 兆力翁（日语：魔壊神トリリオン）（浮士德）
- 魔法科高中的劣等生 LOST ZERO（安潔莉娜·庫都·希爾茲、安吉·希利鄔斯）
- 魔物娘☆後宮（諾瓦爾、克洛莉亞、噗嚕嚕）
- （史蒂芬妮·多拉、莉雅絲·吉蒙里）
- Royal Flash Heroes（茱莉亚、維多利亞、咲）
- LORD of VERMILION ARENA（ヤイバ）

2016年
- 阿西卡記錄（有栖川、A.L.I.C.E）
- 我家公主最可愛（四弦公主 秋山澪）
- 御城Project：RE ～CASTLE DEFENSE～（松本城、深志城）
- 乖離性百萬亞瑟王（異界型八神光、異界型光&倫）
- 神威啟示錄（瑪莉亞·維斯坦〈Maria Wistann〉）
- 雙槍激鬥3（天堂寺莎拉）
- 王者天下 戰國七雄（羌瘣）
- 再集之晶 Crystal of Re:union（克勞蒂亞）
- 幻魔鄉的旅人（井伊直虎）
- 極樂女子宿舍 奪！內褲收藏（赤羽亞矢）
- 銀河足球隊（女武神·貝絲）
- Shadowverse（奈芙蒂斯、Manaria公主·安、馴龍師）
- 消滅都市2（久遠）
- 超級機器人大戰OG The Moon Dwellers（卡堤雅·格林尼亞）
- 快打旋風V（蘿拉·松田）
- 星界神話（星靈·娜塔莉亞）
- 世界樹的迷宮V 漫長神話的盡頭
- 戰國姬譚MURAMASA-雅-（陶晴賢、島津忠良）
- 創生星魂 星域守護者（梅洛迪、雪莉、克里斯蒂娜）
- 為了誰的鍊金術師（阿加莎）
- Dungeon Striker G（聖職者、加圖麗娜、賽麗娜）
- 勇者鬥惡龍 英雄集結II 雙子之王與預言的終焉（米妮婭）
- 龍族創世紀 -聖戰之絆-（米迦勒）
- 騎士編年史（莉蒂亞）
- 鋼鐵少女（俾斯麥、紀伊、伊吹）
- 龍息之焰6 白龍的守護者（女性主角）
- 烙印勇士無雙（法露）
- 編隊少女（伊莎貝爾·蘭卡斯特）
- 崩壞學園（霧切響子）
- 魔裝少女!!!（楠木月華）
- 魔法圖書館 QURARE（迪爾芬）
- （齋藤楓）
- 擂台☆夢想 女子職業摔角大戰（電王獸胡桃、地獄貓綾部、淘兒唱片胡桃、MU胡桃）
- 紅蓮之王 RE：3（日语：LORD of VERMILION III）（古特魯妮）
- Final Fantasy 世界（日语：ワールド オブ ファイナルファンタジー）（雷菲亞）
- WORLD CLUB Champion Football 2015-2016（茱莉亞·梅洛）
- WANDER CROWN～七個大陸與被遺忘的島國～（迪歐朵拉、希爾菲莉亞）

2017年
- 新槍彈辯駁V3 大家的自相殘殺新學期（霧切響子）
- 偶像學園！寫真舞台！（艾莎·法爾緹）
- 妖怪百鬼夜行～極～（佐藤早紀繪）
- IS〈Infinite Stratos〉原型破壞者（篠之之箒）
- 神域召喚（日语：ヴァルキリーコネクト）（森西亞、菖蒲）
- 女神大亂戰（伊夫利特）
- 最終騎士 -X fragments-（庫拉拉）
- 我們的世界迎向終結。（日语：俺達の世界わ終っている。）（一之瀨葉子）
- 少女與戰車 戰車道大作戰！（八神光）
- 鋼鐵機娘（艾莉卡·魯邦）
- 企業☆女孩（史蒂芙）
- CARAVAN STORIES（艾米莉）
- 閃耀幻想曲（康娜、八神光）
- 再集之晶 Crystal of Re:union（法露）
- 塗鴉大亂鬥（尤妮絲）
- 碧藍幻想（安）
- 黑騎士與白魔王（赫爾）
- 哥德系魔法少女 〜快和我訂下契約！〜（露菈）
- 忍者大師 閃亂神樂 NEW LINK（日语：シノビマスター 閃乱カグラ NEW LINK）（兩備）
- 白貓tennis（朱朱）
- 白貓Project（朱朱）
- 異度神劍2（紐茲）
- 戰姬絕唱SYMPHOGEAR XD UNLIMITED（瑪麗亞·卡登扎夫娜·伊芙）
- 千姬大亂鬥（八神光、霧切響子）
- SENSIL～奇幻換裝對戰～（茜沙耶）
- 閃亂神樂 PEACH BEACH SPLASH（兩備）
- 在地下城尋求邂逅是否搞錯了什麼～記憶憧憬～（芙蕾雅）
- 鎖鏈戰記3（伊莉絲）
- Data Carddass 偶像學園STARS！（艾莎·法爾緹）
- 月光下的異世界之旅（梅爾緹絲）
- 王冠之戰（吉莉安）
- 塔亰Clanpool（西園寺千代）
- 桃源乡（戴安娜）
- 勇者鬥惡龍 強敵對決（米妮婭）
- NEW GAME! -THE CHALLENGE STAGE!-（八神光）
- 雷霆突擊（湯米）
- 刀鋒之戰（Diva）
- Puzzle of Empires（Weiss Schnee）
- BanG Dream！少女樂團派對！（宇田川巴）
- 神隱幻姬（安潔莉娜·庫都·希爾茲）
- 聖火降魔錄 英雄雲集（菲爾、雅典娜、蕾拉、艾比）
- 夢幻之星Online2es（巨刻刀）
- 波可龍迷宮（安潔莉娜·庫都·希爾茲）
- 魔物娘☆後宮（佐藤早紀繪）
- 怪物彈珠（2017年 - 2024年 背德手槍〈路西法〉、路西法MV、路西法＆凱撒）
- Ragnarok～Walhalla Saga～（芭絲特）
- LAPLACE LINK（須藤百合）
- 莉迪&蘇瑞的鍊金工房 〜不可思議繪畫的鍊金術士〜（米蕾優·斐利艾·亞達雷特）
- 小魔女學園 時空魔法與七大不可思議（黛安娜·卡文迪許）
- Lunapri from 天使帝國（伊麗莎、愛麗絲特莉亞·菲布拉里）
- Wonderland Wars（日语：Wonderland Wars）（梅朵·瑪麗安）

2018年
- 逆轉奧賽羅尼亞（神美）
- 永恆連結～蒼穹追憶～（彌涅耳瓦）
- 超異域公主連結 Re:Dive（望）
- 王者天下 亂 -天下統一之路-（羌瘣）
- 刀劍神域 奪命凶彈（Pitohui）
- ORDINAL STRATA（Machina）
- 刀劍神域 記憶重組（Pitohui）
- 23/7 TWENTY THREE SEVEN（出雲阿國）
- 萌舞OL（叶柔）
- 閃亂神樂 Burst Re:Newal（兩備）
- 實況野球2018（日语：実況パワフルプロ野球2018）（花取風香）
- 波波羅克洛伊斯物語 娜露西亞之淚與妖精之笛（斯伯、西莉斯）
- Dragon Awaken（女主角）
- （年貴妃·年素言、妲己、西施）
- 蒼翼默示錄 交叉組隊戰（Weiss Schnee）
- 碧藍航線（聖露易斯、火奴魯魯）
- OVERHIT（碧翠斯）
- 格林筆記 Repage（日语：グリムノーツ）（鏡之女王、蒙娜·麗莎）
- 一血卍傑-ONLINE-（日语：一血卍傑-ONLINE-）（濃姬）
- 公關技院（山邊聖羅）
- 星界：王冠（娜塔莉亞）
- 深淵地平線（莫加多爾、特修斯、萊波雷希特·瑪斯）
- Alice Gear Aegis（源內蒼）
- （艾琳）
- 閃耀幻想曲（秋山澪）
- 世紀末時光（冨永花憐）
- 心靈戰爭（零音）
- 電擊文庫：零境交錯（遊佐惠美）
- 轟炸女孩（日语：ボンバーガール (ゲーム)）（翡翠）
- 京刀那由他（見鳥名名繪）
- Brown Dust（日语：ブラウンダスト）（TS亞歷）
- SOUL REVERSE（貞德·達魯克）
- Dragalia Lost ～失落的龍絆～（赛丽艾拉）
- 全民舞姬（苏忆泠）
- FINAL FANTASY BRAVE EXVIUS（日语：ファイナルファンタジー ブレイブエクスヴィアス）（聖盾騎士夏洛特）
- 格式塔·奧丁（正宗司）
- 永恆冒險（琳）
- 勇者戰機少女 世界啊，宇宙啊，刮目相看吧！！終極 RPG 宣言！！（日语：勇者ネプテューヌ 世界よ宇宙よ刮目せよ!! アルティメットRPG宣言!!）（鳶八九系）

2019年
- 超級機器人大戰X-Ω（日语：スーパーロボット大戦X-Ω）（楚南恭子）
- 霸穹 封神演義～仙界編年史～（妲己）
- 非人學園-Extraordinary Ones-（毘沙門天）
- Dolls Order（克勞蒂亞）
- 傳說對決（娜塔亞）
- 龍血一族：死之標記（皇女）
- 祈禱之天秤（日语：プレカトゥスの天秤）（京極理世）
- RELEASE THE SPYCE secret fragrance（克里希·加奧）
- 伊卡洛斯M（Ranger）
- 戲畫三國志（貂蟬）
- JUDGEMENT 7 我們的世界迎向終結。（一之瀨葉子）
- 放置奇兵（維薩、傑赫拉、女王）
- 奇蹟女神力（浮士德）
- Sdorica 萬象物語（雅辛托斯）
- 言靈戰士（日语：共闘ことばRPG コトダマン）（陶醉）
- 白金列車（日语：プラチナ・トレイン）（三瓶美鈴）
- TRINITY SEVEN-夢幻圖書館與第7個太陽-（山奈米菈）
- （祝融夫人）
- （年貴妃·年素言）
- Data Carddass 偶像學園Friends！～閃耀的寶石～（天翔響）
- LAST IDEA（奇拉）
- 隨時隨地 工作細胞（骨芽細胞）
- 私立格里莫瓦魔法學園（日语：グリモア〜私立グリモワール魔法学園〜）（來栖焰）
- 私立凡爾玫瑰學園～凡爾賽玫瑰 Re*imagination～（白鳥由香里）
- 荒野的壽飛行隊 飛向雲霄的少女們！（雅）
- 感染×少女（不繪）
- 放置少女～百花繚亂的萌姬們～（日语：放置少女〜百花繚乱の萌姫たち〜）（謀士）
- 蒼藍誓約（游騎兵、皇家方洲）
- Hundred Soul 百魂戰記（洛文）
- Girls X Battle 2（鄧艾、張郃）
- 碧藍航線 Crosswave（聖露易斯）
- Zenonzard（梅迪拉·貝拉尼）
- 失落紀錄（流浪劍豪）
- 時之歌-無盡之詩-（蕾雅）
- 魂器學院（卡米拉）
- ARK ORDER（莫莉卡）
- CUE!（鳳真咲）
- War Of The Visions Final Fantasy Brave Exvius 幻影戰爭（影子山貓）
- 勇者鬥惡龍 WALK（米妮婭）
- 君臨之境（奧蘭）
- SD鋼彈 G世代（拉芙塔·法蘭克蘭多、玩家角色）
- 在地下城尋求邂逅是否搞錯了什麼 無限戰鬥（芙蕾雅）
- 性感女劍士 起源（彩）
- 明日方舟（凱爾希）
- 少女前線（K11、路易士）
- 寶可夢大師（小菊兒）

2020年
- 神田川JET GIRLS（兩備）
- 女神異聞錄5 亂戰 魅影攻手（一之瀨久音）
- Triple Chain 指上彈兵（伊莎貝爾）
- 萌萌忍者少女（Enju）
- 決戦！平安京（鈴鹿御前）
- 一騎當千 Extra Burst（武蔵坊弁慶）
- Fate/Grand Order（鬼女紅葉）
- 第五人格（霧切響子）
- 馭刀巫女 刻印一閃的燈火（安潔莉娜）
- 蒼之紀元（艾莎）
- ATRI -My Dear Moments-（凱薩琳）
- 陰陽師（鈴鹿御前）
- Indivisible（芮茲米）
- 劍魂〜劍與羈絆的異世界冒險傳（劍士）
- 深埋之星（吳夢凡）
- Love Live! 學園偶像祭 ALL STARS（三船薰子）
- Acearcher（拉、龍吉公主）
- OGRE TALE -鬼譚-（鬼島亂）
- 百花繚亂 熱情世界（宮本武藏）
- 受讚頌者 Lost Flag（阿庫塔〈黑假面女俠〉）
- 小魔女學園VR 向掃帚星許願（黛安娜·卡文迪許）
- Hero Cantare 英雄神鬪曲（火蓮）
- 歧路旅人 大陸的霸者
- KAMEN RIDER 英雄尋憶（日语：KAMEN RIDER memory of heroez）（梅茲魯）
- 魔法禁书目录 幻想收束（莎特奥拉·塞昆西亚）
- RANBU 三國志亂舞（呂布）
- 三國志名將傳（貂蟬、大喬）
- sin 七大罪〜魔王崇拜〜（瑪門）
- 食之契约（薯片〈pop子〉）
- 女神降臨（黑卡蒂）
- 幼女戰記 魔導師之戰（克莉絲緹娜·普林斯海姆）
- Fantasia Re：Build（莉雅絲·吉蒙里）

2021年
- 超級機器人大戰DD（拉芙塔·法蘭克蘭多）
- 魔法紀錄 魔法少女小圓外傳（美琴椿）
- 海貓鳴泣時咲～貓箱與夢想的交響曲～（撒旦）
- 少女☆歌劇 Revue Starlight -Re LIVE-（瑪麗亞·卡登扎夫娜·伊芙）
- 盛開的阿斯諾特莉亞
- JACKJEANNE（安西秋香）
- 王者天下DASH!!（羌瘣）
- Data Carddass 偶像活動Planet！（華美向日葵）
- 白夜極光（蕾吉娜、喬娜）
- （愛麗絲）
- Grand Summoners（麻倉葉）
- （白鷺境的領路人）
- 機動戰士鋼彈 戰場之絆II（女性10）
- 元素物語（麻倉葉）
- 黑潮：深海覺醒（列星頓）
- 出租女友 女主角全明星（橘陽菜）
- 英雄傳說 黎之軌跡（茱蒂絲·蘭斯塔）
- 荒野行動（麻倉葉）
- Code Geass Genesic Re;CODE（香坂綾乃）
- 守望傳說（海盜瑞秋、因紐特女孩可可）
- 妖怪手錶 噗尼噗尼（日语：妖怪ウォッチ ぷにぷに）（麻倉葉）
- Ragnador 妖怪皇帝與終焉的夜叉姬（伊津奈）
- 超級機器人大戰30（釘宮桂）
- 未來戰（希爾德）
- 通靈王 發奮丘戰記（麻倉葉）

2022年
- （伊萊莎·奈許）
- （麻倉葉）
- 機動戰姬：聚變（歌德爾）
- 真·鎖鏈戰記（諾倫、阿嘉塔）
- 英傑大戰（羌瘣）
- Edge of Eternity（瑪娜）
- 咒術迴戰 幻影遊行（庵歌姬）
- 神魔之塔（流火祈夢・英格麗、盈蕙龍嘯・依蓮尼亞、染香綺狐 ‧ 妲己）
- 魔法科高中的劣等生 Reloaded Memory（安潔莉娜·庫都·希爾茲）
- 魔法禁书目录 幻想收束（安潔莉娜·庫都·希爾茲）

2023年
- 聖火降魔錄 Engage（艾比）
- 夏日時光 Another Horizon （南方日鶴）
- 薑餅人王國（藍莓派餅乾）
- 天空之塔（ラーコリー）
- 麻雀格鬥少女（暗黑三葉）
- 三國極戰（蔡文姫）
- 星球：重啟（Niya）
- Omega Strikers（Estelle）
- 崩壞3rd（2023年 - 2025年 薇塔）
- RWBY: Arrowfell（懷絲‧雪倪）
- 天空的Amnesia（佩拉）
- 蔚藍色法則 (米爾倫)
- 進擊的巨人 Brave Order（芙莉妲·雷斯）
- 光隙解語（布蕾蒂）
- 404 GAME RESET -錯誤遊戲Reset-（Daytona USA）
- 塵白禁域（2023年 - 2025年 肴）
- 神之塔：NEW WORLD（2023年 - 2024年 火蓮）
- 守護德比（奈琳）
- 史萊姆與地下城（羅剎子）
- 永恆邊緣（マーナ）
- 第七史詩（落月）
- 勝利女神：妮姬（小紅帽）
- 東方幻想Eclipse（豊聰耳神子)
- TEVI（希莉雅)

2024年
- 雀皇麻雀（東城鈴音）
- 咒術迴戰 雙華亂舞（庵歌姫）
- 幻日夜羽-蜃景努瑪梓-（萊拉普斯）
- 賽馬娘 Pretty Derby（2024年 - 2025年 黃金巨匠）
- 來自星塵 (零²(射線))
- GranSaga：格蘭騎士團（哈伊言）
- 茉莉花之炯 天命胤異傳（巴敖）
- 萬妖領域（嫦娥）
- 惡魔72（馬納南加爾）
- 星之後裔 2：吠陀騎士團（亞琳）
- 東方咒術嘉年華（八雲紫）
- 百英雄傳（希爾迪）
- 不思議幻想鄉 -FORESIGHT-（霧雨魔理沙）
- 新宿葬命（一之瀬天依）
- MementoMori（輝夜）
- 突擊莉莉 Last Bullet（高島八雲）
- MoNSONI！（2024年 - 2025年 路西法）
- 極速星舞 拼圖競速！（淺河彼方）
- 星落（舒芙蕾、阿斯特莉亞）
- 鈴蘭之劍：為這和平的世界（2024年 - 2025年 索菲亞）
- 從零開始的英雄：東方幻想（塞勒涅）
- 原神（艾梅莉埃）
- 王者天下 頂天（羌瘣）
- 聖劍傳說 瑪娜幻象（帕露米娜）
- 英雄傳說 界之軌跡（茱迪絲‧蘭斯塔）
- 暗喻幻想：ReFantazio（布莉吉塔）
- 雷索納斯（苔妮）
- 魔農傳記FARMAGIA（麗珊、夏蘿）
- 白荊迴廊（岑纓）
- 極速星舞 Paddock Stories（淺河彼方）
- 英雄之王（アヒルラム）
- 絕區零 (伊芙琳·舒瓦利耶)
- 巔峰極速（小林香奈緒）

2025年
- 刀劍神域 碎夢邊境（Pitohui）
- 天月麻雀（白塚清雪）
- 少女前線：雲圖計劃（路易士）
- 人中之龍8外傳 Pirates in Hawaii（娜歐蜜·里奇）
- 異度神劍X 終極版（尼爾·涅爾）
- 優米雅的鍊金工房 ～追憶之鍊金術士與幻創之地～（羊眼的魔女[1]）
- 夢幻模擬戰（伊莉亞）
- 雀夢麻雀（蘭若）
- 璃夢泡影之世外浮城（冰雨）
- 百劍討妖傳綺譚（時雨）
- 雀國志！來結魂吧（張遼）
- 不休旅途：繪卷世界（天鈿女命、巴御前）
- Shine Post Be Your Idol!（禮堂月紬）
- 鳴潮（奧古斯塔）
- 銀與血（潔絲蒂忒・盾翼）
- 神諭的神話學（風花森的咒術師）
- 七龍珠Z 卡卡洛特（艾琳絲博士）
- 新月同行（繁夏）
- 嘟嘟臉惡作劇（綾）
- Crash Fever（利德爾）

未定
- 星海遊俠6 The Divine Force
- Your Majesty（德拉克莉亞）

#### 同人遊戲
2009年
- 不可思議的幻想鄉（霧雨魔理沙）

2010年
- Elemental Battle Academy（賽涅利亞·丘亞諾斯）
- 更多！？不可思議的幻想鄉（霧雨魔理沙）

2011年
- （澤村春香）
- Miracle☆Party -不可思議的幻想鄉2-（霧雨魔理沙）

2012年
- Miracle超Party -早苗與天子的幻想迷宮-（霧雨魔理沙、藤原妹紅、四季映姬·亞瑪撒那度）

2016年
- 不可思議的幻想鄉TOD-RELOADED-（霧雨魔理沙）

2019年
- 不可思議的幻想鄉-蓮之迷宮-（霧雨魔理沙）

### 廣播劇CD
2007年
- Sketch Book Stories 〜前夜祭〜（根岸水面）

2008年
- JADE（GEM2）

2009年
- TIGER×DRAGON！ Drama CD Vol.3（家族客A）
- SPECIAL CD  vol.4（女學生）
- 大小姐×執事！（女學生）
- 仙境傳說 complete soundtrack（貓、女孩、店員、怪物等）※Drama部分出演
- 黑色嘉年華 不能飛的羽翼／人魚之瓶（椿）
- 襲來！美少女邪神 系列（暮井珠緒）
  - Drama CD 襲來！美少女邪神
  - Drama CD 襲來！美少女邪神 EX（EXTRA）～夢幻夢想家～
  - Drama CD 襲來！美少女邪神 DX（DELUXE）～冬季戰爭～
  - Drama CD 襲來！美少女邪神 GX（GENEX）～致命吸引力～
- 超S未婚妻（怒皆光）※《Champion RED》2010年1月號附錄
- 愛在絕境重生 Vol.1－2（野上美奈子）
- 海神的巫女（日语：海の御先）（鳴海雫）※漫畫第6卷限定版附Drama CD
- Rio Sound Hustle! -Mint盛-（琳達）※Drama部分出演

2010年
- 水瓶戰記（明音鈴）※刻望之塔特別BOX
- 幻想郷御伽草子 Witches gathering（霧雨魔理沙）
- 青春CUP「CHU music×BRA drama」（天原清乃）
- 最後大魔王「最後的心意」（服部絢子）
- （高梨步）
- LAN LAN Comic Drama CD（LAN LAN）
- 妄想少女（北原紗衣）
- 妄想學生會 原聲帶 篠盤（天草篠）
- 異界幻想世紀∞（毓馥）※漫畫第4卷限定版附Drama CD、《電擊魔王》2011年1月號附錄
- 裸神溫泉鄉（日语：かみせん。）（姬宮真琴）
- 冰結鏡界的伊甸 樂園幻想（艾莉亞）

2011年
- 戰國!?～悠久亂世戀華譚～（日语：せんごくっ!? 〜悠久乱世恋華譚〜）「臉紅心跳!?～你死我活的新娘修學!!～」（伊達宗子）
- 這樣算是殭屍嗎？是的，這是盤面上風波。（廣播劇CD↑↑）。（瑟拉〈瑟拉芬〉）
- 空色感染爆發（穗高結衣）
- 星空學園（士道美沙子）
- 蘿球社！ 中場休息1－3（永塚紗季）
- 妖魔同鄰足洗邸（笠森仙）※漫畫第11、12卷限定版附Drama CD
- 藥之墨角蘭（馬放雪）
- 槍彈辯駁 Another storyCD（From and more）（霧切響子）
- 恋愛遺傳子XX（九重櫻）
- 萌！戰車學校V型（日语：萌えよ!戦車学校）（希爾格爾·凱爾）
- DOG DAYS 系列（布里歐修·達爾基安、萊森王子）
  - DOG DAYS Drama BOX vol.1 Episode 5.5「阿奈特湖・水上戰！！」
  - DOG DAYS Drama BOX vol.2 Episode 12.5「獅子的紋章」
  - DOG DAYS Drama BOX vol.3 Episode 13.5「各自的天空」
- 秋葉原之旅 Drama CD BACK-STORIES（文月瑠衣）
- 我要成為世界最強偶像（宮澤惠怜奈）※漫畫第1卷限定版附Drama CD
- 旋風管家（劍野迦遊羅）※漫畫第30卷限定版附Drama CD
- 截稿大神，請多給我一點時間（日语：〆切様におゆるしを）（截稿神・名切）
- 乾芋樂園2～拯救萬能青蔥男！～（日语：ほしいもパラダイスシリーズ）（洗衣物、烏賊喵）
- 月神來我家！ 系列（瑪琪娜）
  - Drama CD 月神來我家！
  - Drama CD 月神來我家！～詛咒之刀是個怕寂寞的人～
- 地獄廚房（美波沙金）
- 情境DRAMA CD 老師篇（新人老師）
- 鄰居♥同居（澀谷萌）※漫畫第8卷特裝版附Drama CD

2012年
- 要你對我×××！系列（冰室雪菜）※漫畫第8－10卷特裝版附Drama CD
- 太陽之家（日语：たいようのいえ） 系列（小千〈千尋〉）※漫畫第5－6卷特裝版附Drama CD
- Campione 弒神者！（艾莉卡·布蘭德里）※Super Dash&GO!2012年4月號附錄
- （希爾格爾·豪達）※fanbook Kind of Magic
- 這樣算是盤面上風波（廣播劇CD↑↑）嗎？也真是的！是這樣對吧！（瑟拉〈瑟拉芬〉）
- 10歲的保健體育 系列（長我部和戀）※小說第5、6、8卷特裝版附Drama CD
- 家電偵探的冷笑（日语：家電探偵は静かに嗤う。）（小野寺安娜）※Champion RED2012年12月號附錄
- 戰國Collection Drama CD（「復仇之牙」明智光秀）
- IS〈Infinite Stratos〉特製小說CD包裝（篠之之箒）
- 伏 銀華與冰刃的獵奇錄 卷之貳（日语：伏 鉄砲娘の捕物帳）（瀧澤）

2013年
- IS〈Infinite Stratos〉Original Drama Series Vol.1 feat.篠之之箒（篠之之箒）
- 斷裁分離的罪惡之剪 CRIMEEDGE DRAMA CD 「之前的兩人」（四方堂瑠架）
- 惡之華 Drama CD「惡之蕾」（佐伯奈奈子）
- 思春期生命體貝卡（貝卡）※特裝版附Drama CD
- 現在妹妹 「現在就想知道，哥哥會選擇誰！」（拝田希實花）
- 夢幻之星Online2 系列（艾可）
  - ～Project Dream Arcs！～
  - ～偶像隨想曲～
- 惡魔高校D×D NEW 系列（莉雅絲·吉蒙里）
  - Original Drama CD 謎之太卷壽司！接觸篇
  - Original Drama CD 謎之太卷壽司！發動篇
- Code Geass 亡國的阿基德 Sound Episode1－3（香坂綾乃）
- 奮鬥吧！系統工程師（藥院加奈子）

2014年
- 胡桃小姐開店中（二之宮胡桃）※《花與夢》2014年6號附錄
- IS〈Infinite Stratos〉Original Voice Drama feat. Infinite Lovers（篠之之箒）
- 如果折斷她的旗（英雄崎凜）※小說第8卷、漫畫第7卷限定版附Drama CD
- 長騎美眉 系列（高宮紗希）
  - 漫畫第3、5、7、9卷限定版附Drama CD
  - 長騎美眉！Collection Disk
- 電波教師（桃園牧奈）※漫畫第12卷限定版附Drama CD

2015年
- 紅線情（橘千紘）※漫畫第8卷限定版附Drama CD
- Last game 青春角力賽（九条美琴）※《LaLa》2015年7月號附錄；漫畫第8、11卷特裝版附Drama CD
- 惡魔高校D×D BorN Original Drama CD #ERO（莉雅絲·吉蒙里）
- WEB版 WORKING!!（村主小百合）※漫畫第3－5卷特裝版附Drama CD

2016年
- 電影 High☆Speed!-Free! Starting Days- Drama CD 「岩鳶中學游泳社 活動日誌」（龍崎怜〈小學生〉）
- NEW GAME! Drama CD Vol.1－3（八神光）
- RealTime-LOG #02（神宮寺雫）
- 編隊少女 Drama CD「要洗澡囉！軍人集合！」（伊莎貝爾·蘭卡斯特）

2017年
- 哥布林殺手（魔女）※小說第4、6、7、8、10、12卷特裝版附Drama CD
- Frame Arms Girl 系列（源內蒼）
  - Frame Arms Girl Drama CD
  - Frame Arms Girl Drama CD mk-II
  - Frame Arms Girl Drama CD:R-1
  - Frame Arms Girl Drama CD:R-2
- 天使的3P！（永塚紗季）
- 打工吧！魔王大人 Drama CD 「魔王，撿了棄貓回家」（遊佐惠美、阿拉斯·拉瑪斯[110]）
- 和三盆～和菓子屋顛末記～（日语：わさんぼん〜和菓子屋顛末記〜） 系列（櫻葉杏）
  - 和三盆～和菓子屋顛末記～花
  - 和三盆～和菓子屋顛末記～鳥
- NEW GAME!! Drama CD Vol.1－3（八神光）
- 「機動戰士GUNDAM 鐵血的孤兒」EPISODE DRAMA 貳（拉芙塔·法蘭克蘭多）

2018年
- 不良正太與宅宅姊（佐伯加津子）
- 《偶像活動！》&《偶像學園STARS！》Special Drama CD（艾爾莎·福特）
- 這個王子有毒（仁科真希）※漫畫第7卷特裝版附Drama CD
- 妖怪學校的菜鳥老師！（座敷紅子）

2019年
- 平凡職業造就世界最強（緹奧·庫拉魯）※小說第10卷限定版附Drama CD
- 碧藍航線【白鷹篇Ⅱ】（聖露易斯）
- 《偶像學園Friends！》Drama CD2「霧氣！溫泉旅行之卷」（天翔響）
- 村井之戀（田中）※《月刊Comic Gene》2019年12月號附錄

2020年
- 藥師少女的獨語（玉葉）※小說第9卷特裝版附Drama CD
- 魔女之旅（席拉）※小說第12、14卷特裝版附Drama CD
- 緋色魔法使（日语：スカーレット・ウィザード） 夢幻的邂逅（庫亞中尉〈潔思敏〉）※有聲書

2021年
- 烙印勇士 （法露）※漫畫第41卷限定版附Drama CD

### 外國片配音

#### 電影
- 美國風情畫（卡蘿·莫里森〈麥肯齊·菲利浦斯〉）※BD版
- 入侵者（米亞〈艾拉·彭内爾〉）
- 功夫瑜伽
- 驚奇隊長（密·涅瓦〈陳靜〉）
- 克里夫蘭綁架案（吉娜·德赫蘇斯〈凱蒂·薩利夫〉）
- 音樂之聲（麗莎〈夏敏·卡爾〉）※製作50周年記念版
- 黑暗毀滅（夏洛特〈斯基·班尼特〉）
- 3D劍客聯盟：雲端之戰（Constance Bonacieux〈加布瑞拉·王爾德〉）※朝日電視台版
- 驚聲尖叫4（吉兒羅伯斯〈艾瑪·羅伯茨〉）
- Happy Wedding（瑪姬）
- 勇士（Mithravinda Devi／Indira）
- 八月
- 蒙面俠蘇洛2 不朽傳奇（露佩）※電視版
- 魔鬼剋星 未來世（露西〈賽麗絲·歐康納〉）

#### 電視劇
- 和你在一起
- 失蹤現場（貝琪〈安德烈亞·鮑文〉）
- 風之國（醫院的女人）
- 流星花園～Boys Over Flowers（山野美奈子〈閔英媛〉）
- 戀愛滿屋～彩虹玫瑰～（日语：恋するメゾン。〜Rainbow Rose〜）（寶兒〈趙寶兒〉）
- 歡樂合唱團 系列3（Sugar Motta〈凡妮莎·蘭吉斯〉）
- Two Weeks（徐仁惠〈朴河宣〉）
- 北極星旅舍（斯凱·哈特〈蘇菲·西姆內特〉）
- 王室後宮傳（艾蓮諾公主〈亞莉珊卓·帕克〉）
- 少年間諜艾列克
- 不朽者（瑪麗·布萊頓〈艾莉諾·湯姆林森（英语：Eleanor Tomlinson）〉）

#### 動畫
- 恰恰特快車（Piper）
- 下一代復仇者聯盟 明日英雄（杜雲）※迪士尼XD版
- RWBY（懷絲·雪倪）
- 天官賜福（靈文）
- 勞德之家（蘿莉、露西）
- 新神榜：哪吒重生（彩雲）

#### 其他
- 恐龍旅行者 尋找飛行的起源！（露西）

### 影像
- 系列
  -  DVD 9
  -  DVD 14

- 妖狐×僕SS 〜秘密服務什麼的，才、才不做呢！〜

- IS〈Infinite Stratos〉系列 
  - IS〈Infinite Stratos〉One off Festival
  - IS〈Infinite Stratos〉One off Festival 2

- 系列

- 小野坂主廚的反覆無常料理（anitama SHOP特典DVD）

- K-ON! 系列
  - K-ON! LIVE活動 ～Let's Go!～
  - K-ON!! LIVE活動 ～Come with Me!!～

- 戰姬絕唱SYMPHOGEAR 系列
  - SYMPHOGEAR LIVE 2013
  - SYMPHOGEAR LIVE 2016
  - SYMPHOGEAR LIVE 2018

- TRINITY SEVEN 系列
  - 特別活動 ～魔道祭（School festival）～
  - 特別活動 〜美少女魔道士與暑假〜

- 無賴勇者的鬼畜美學 零卷

- POP TEAM EPIC 特別活動～POP CAST EPIC!!～

- Rio Super Carnival

- 女武神 LIVE 2017“女武神不會停止”at 橫濱體育館

### 電視
- HYPER ViSUADOLL MOVIE（tvk，BIGLOBE Stream （页面存档备份，存于）：第6－8回guest）

- 動畫星人（日语：アニメ星人）（千葉電視台，2009年9月12日/9月19日：來賓出演）

- 櫻井孝宏之＜笑＞聖誕節SP（AT-X，2009年12月24日：來賓出演）

- （tvk，2010年6月12日：來賓出演）

- azusaTV CM

- （NHK綜合台，2011年4月23日，VTR出演）

- NHK高校講座「芸術（書道Ⅰ）」（NHK教育台，2011年6月27日－9月19日、12月12日－2012年2月20日）

- Hanamaru Market（日语：はなまるマーケット）（TBS電視台，2011年12月9日，VTR出演）

- 惡魔高校D×D 後宮直前SP（AT-X，2011年12月18日）

- Lis Ani!（TOKYO MX／MUSIC ON! TV，2013年5月3日、5月10日）

- 惡魔高校D×D NEW 放送記念SP「日笠陽子的聲優High School」（AT-X，2013年6月25日）

- 銀河機攻隊 莊嚴皇子 特別篇（TOKYO MX等，2013年6月27日）

- Anime-TV（TOKYO MX，2013年7月17日）

- 鬧鐘電視（富士電視台，2013年11月15日：VTR出演）

- NO GAME NO LIFE 遊戲人生 電視動畫化紀念SP「NG杯☆最強遊戲玩家決定戰」（AT-X，2014年4月2日－5月8日）

- （東京電視台，2014年5月15日）

- 前進吧！登山少女 （TOKYO MX，2014年7月2日）

- 前進吧！登山少女  Part2（TOKYO MX，2014年10月1日）

- Animemashite（日语：アニメマシテ）（東京電視台，2015年1月4日、1月5日）

- Club AT-X（日语：Club AT-X） （AT-X，2015年2月1日）

- 番宣部長（日语：番宣部長）（AT-X，2015年7月）

- NEW GAME! 播放前特別節目「大人的嗜好對決！」（AT-X，2016年6月27日）

- 莊嚴皇子特別節目 （BS11，2016年9月29日）

- 長騎美眉 播放前特別節目（AT-X，2016年10月7日）

- 播放前正月特別節目「亞人醬要慶祝」（TOKYO MX等，2017年1月7日）

- “次篇”降臨！「烙印勇士」電視系列第2季開始紀念特別節目 （WOWOW，2017年3月3日）

- （東京電視台，2017年3月19日、3月20日、3月21日：來賓出演）

### RADIO
- K-ON! web radio『RADI-ON!』（TBS site：2009年）

- （RADIO 關西：2009年－2017年）

- A&G REQUEST Digital（超!A&G+：2009年－2011年）

- 聖痕鍊金士！〜聖米海洛普廣播社〜（Lantis Web Radio、音泉：2009年－2010年）

- 青春CUP 貼身衣物社廣播室（音泉：2010年）※擔任全8回中後半4回主持人

- 最後的無限大廣播王（最後大魔王官方網站，音泉：2010年）

- RADI-ON!（TBS K-ON!官方網站：2010年）

- （Aniplex『ANI-COM RADIO 〜〜』内：2010年6月23日發佈，客串主持人）

- 魔獵廣播2nd（魔獵部、iTunes Store、音泉：2010年－2011，助理主持人）

- （animate TV：2010年）

- 魔獵廣播 卡普空放送局（魔物獵人官方網站、Podcast、音泉：2012年）

- RADIO IS（超!A&G+：2011年）

- 電視動畫如果杜拉「程高放送部〜如果杜拉廣播〜」（animate TV：2011年）

- 章樫廣播（animate TV：2012年）

- （animate TV：2012年）

- 無賴廣播（音泉：2012年）

- Campione 弒神者！ 〜日笠、日高不順從〜（響 -HiBiKi Radio Station-：2012年）

- 魔獵廣播 魔獵部放送局2nd（魔物獵人官方網站、Podcast、音泉：2012年－2015年）

- 在電臺也要打工吧！魔王大人（Lantis Web Radio：2013年）

- 再起動 RADIO IS（超!A&G+：2013年）

- RADIO IS II（超!A&G+：2013年）※按月份主持

- 動畫《妄想學生會＊》（animate TV：2014年）

- 前進吧！登山少女 前進吧！RADIO（RADIO 大阪、超!A&G+、響 -HiBiKi Radio Station-：2014年）

- RADIO NEW GAME! ～光與倫的進度報告會！～（響 -HiBiKi Radio Station-：2016年－2017年）

- 烙印勇士時間（d Anime Store：2016年－2017年）

- 長騎美眉 Radio Flèche（音泉：2016年－2017年）

- （SHOWROOM：2018年－）

- （FRESH!：2018年－）

- RADIO《極道超女》歡迎光臨Little Song！（音泉：2018年）

### RADIO DRAMA
- 寵物森林 RADIO DRAMA 〜英雄之絆〜（ヘイング）
- 奮鬥吧！系統工程師 Voice Drama（藥院加奈子）
- 長騎美眉（高宮紗希）

### 有聲漫畫
2008年
- VOMIC （花木琴乃）

2009年
- VOMIC FLY-HIGH!（宇野夏澄）

2023年
- 人造人100（人造人No.100）
- 亞人醬有話要說（佐藤早紀繪）

### RADIO CD
- 系列 
  - Special talk CD「一次就了解！」※限定初回套組收錄

- 「RADI-ON!」特別版! 系列
  - 「RADI-ON!」特別版! Vol.1
  - 「RADI-ON!」特別版! Vol.2

- 聖痕鍊金士Radio！〜米海洛普學園廣播社〜 系列
  - 「燈華☆哈拉Show Time」
  - 「THE END OF 哈拉Show Time！！」

- 最後大魔王 RADIO CD～那是最後的無限大廣播王～

- 前進吧！登山少女 前進吧！RADIO CD 系列
  - 前進吧！RADIO CD 一合目
  - 前進吧！RADIO CD完全版 登頂

- 長騎美眉 Radio Flèche〜Radio CD〜

- RADIO NEW GAME! 系列
  - RADIO NEW GAME! 〜光與倫的進度報告會！〜 Vol.1
  - RADIO NEW GAME! 〜飛鷹躍動的進度報告會！〜 Vol.2

### 彈珠機
- CR孔雀王（阿修羅）
- CR熱響！少女祭典 粉絲大感謝祭LIVE（風上沙耶香）
- CR彈珠機Rio（琳達）
- CR彈珠機Rio -Rainbow Road-（琳達）
- CR百花繚亂 SAMURAI GIRLS（宮本武藏）
- CR風雲維新大☆將軍（淺井兵庫）
- CR fever 猛烈宇宙海賊（琳·蘭美達）
- CR不可思議的迷宮 風塵英雄 （飛鳥）
- CR麻雀物語〜魅力的聽牌少女〜（風上沙耶香）
- CR麻雀物語2～目標！雀圓決定戰！～（風上沙耶香）
- 麻雀物語2〜激闘！麻雀大獎賽〜（風上沙耶香）
- 麻雀物語3〜滿役亂舞究極大賽〜（風上沙耶香）
- Sky Love3（蘿拉·施威林）
- Sky Love4（蘿拉·施威林）
- 女番長（早乙女勇香）
- 彈珠機 IS〈Infinite Stratos〉（篠之之箒）
- 彈珠機 海貓悲鳴時（撒旦）
- 彈珠機 少女魂～光與無月～（早乙女勇香）
- 戰珠機 銀河機攻隊 莊嚴皇子（釘宮桂）
- 彈珠機 戰國Collection 2（明智光秀）
- 彈珠機 戰姬絕唱SYMPHOGEAR（瑪麗亞·卡登扎夫娜·伊芙）
- 彈珠機 惡魔高校D×D（莉雅絲·吉蒙里）
- 彈珠機 （座劍邪寧代）
- 彈珠機 電鋸甜心（朱麗葉·斯塔林）
- 彈珠機 這樣算是殭屍嗎？（瑟拉）
- 彈珠機 槍彈辯駁（霧切響子）
- 彈珠機 快打旋風V 彈珠機版（蘿拉）
- P惡魔高校D×D（莉雅絲·吉蒙里）
- 伊呂波愛姬（椿）
- 彈珠機 戰國Collection 4（明智光秀）

### 旁白
- （東京電視台：2010年5月度旁白、來賓出演）
- STARCHILD．CM提供（Radio）
- Fami通Presents PlayStation Store Best10（PlayStation 3專用配信節目）
- 『GAME DIGGIN』〜〜（第7彈起）
- 24小時電視 感謝 〜如今，想要告訴給那個人〜感動的90天後台！24小時電視TOKIO與241人的大音樂會！！完全版（日本電視台他：旁白） ※24時間電視本篇其一環節VTR旁白。
- On Call 〜救命救急24時〜（日本電視台：真實×世界／2011年6月12日播放）
- NHK高校講座Orientation2012（NHK綜合頻道）
- NHK Telemap （NHK綜合頻道）
- TVK開局40周年紀念 tvk動畫祭2012（tvk：角色旁白，2012年3月31日播放）
- NHK特集『電腦革命 最強×最速的頭腦誕生』（NHK綜合頻道：旁白，2012年6月3日播放）
- 劇場版 東京晴空塔 世界第一的秘密（角色旁白）
- （BS日本：2012年10月4日－2015年3月22日）
- KAIMONOLABO（TBS：2012年11月2日播放）
- ZAQ First LIVE TOUR 2015「NEXT Lab.」（開頭旁白）
- （朝日電視台：每周輪替旁白，2015年4月12日－2015年10月4日）
- Acid Black Cherry 4th Album「L」Story Book（安娜）
- （宮城電視台：旁白，2017年3月20日）
- Animemashite（日语：アニメマシテ）（東京電視台：2017年4月度旁白）
- NHK WORLD presents SONGS OF TOKYO（NHK綜合：2018年1月8日、9日）
- 神崎艾莎 starring ReoNa ✕ ReoNa Special Live
- 小倉唯 LIVE TOUR 2019「Step Apple」
- DREAMS COME TRUE 30周年前夜祭 ～ ENERGY for ALL ～（SKY PerfecTV!：2019年5月6日）
- 神崎艾莎 starring ReoNa ✕ ReoNa Special Live
- 林修之當然是現在啦！講座 2小時特別節目（朝日電視台：2021年1月26日）

### CM、PV
CM
- Animax
- 秋田書店《Champion RED》
- 三菱扶桑卡客車
- 角川書店《月刊Newtype》 2010年9月號（秋山澪）
- azusa 
- Mobage 戰鬥女子學園
- Dash X文庫《六花的勇者》
- Dash X文庫《奇幻☆怪盜？》
- 芳文社《Manga Time Kirara Carat》（八神光）
- 亞人醬有話要說（佐藤早紀繪）
- 小魔女學園（黛安娜·卡文迪許）
- Data Carddass 偶像學園STARS！星之翼（艾爾莎·福特）
- 理科生墜入情網，故嘗試證明。（冰室菖蒲）
- 嬌聯「蘇菲衛生棉條」 開車旅行篇
- Shadowverse 第3彈卡包 Rise of Bahamut 巴哈姆特降臨（安）
- 《通靈王》漫畫（麻倉葉）

PV
- Evening《蘇打水社》特別PV（Mark VI）
- 怪物彈珠 100秒就懂怪物彈珠動畫
- 《戰爭沒有女人的臉》試閱PV（布勞斯大尉／旁白）
- Comic newtype《This Is It！ 製作進行東雲次郎》預告（仁梓村亞美）
- GA文庫（旁白）
- 電擊文庫《統京作戰》（朗讀）
- 電擊文庫（愛麗絲·葉雷、朗讀）
- 電擊文庫（朗讀）
- 週刊YOUNG JUMP《少年的深淵》（柴澤由里）
- 與轟雷Zero聊天 生活輔助應用程式「Haveroid by goo」PV（源內蒼）
- Ultra Jump《花開如修羅》（薄賴瑞希）

### 舞台
- 愚者信長－LiveVoice：飾演 貞德
  - 第2回公演 act.2 ～亂之戀人～（2014年4月，TOKYO DOME CITY HALL）
  - 第3回公演 act.3 ～最後的晩餐～（2014年7月，有明競技場）
- 朗讀劇 腦海中的橡皮擦 8th letter（2016年5月，天王洲銀河劇場）－飾演 薫
- 茅原實里 座長公演 朗讀劇 minori's theatre CRAZY MANSION!!（2018年3月10日－4月1日 ) －飾演 笠原日和
- 亂步奇譚 Game of Laplace－飾演 黑蜥蜴 ※聲音演出
  - ～帕諾拉馬島的怪人～（2018年4月13日－22日，Theatre sunmall）
  - ～怪人二十面相～（2019年8月5日－12日，clubex）
- SOUND THEATRE『火色文樂』（2019年10月5日－6日，舞濱圓形劇場）－飾演 入江湊

### 其他
- GUILD HOUSE vol.51（專修大學校內誌） - 專訪
- SEIGURA 商品介紹（桃瀨乙女）
- K-ON!
  - K-ON!桌面零件（秋山澪）
  - K-ON!放學後Tea Time Navi（秋山澪）

- 手機應用程式
  - 心動時鐘（成田理子〈傲嬌〉）
  - 這樣算是殭屍嗎？是的，這是鬧鐘（瑟拉）
  - IS〈Infinite Stratos〉語音行事曆（篠之之箒）
  - 惡魔高校D×D BorN～莉雅絲鬧鐘～（莉雅絲·吉蒙里）

- 東方歌牌 朗誦（博麗靈夢）

- Mobage 《棒球傢伙們！》短動畫（青空南）

- 廣播劇
  - 《魔法科高中的劣等生》 Audio Drama DVD （黑羽亞夜子）
  - （佐渡野香織）
  - 《Sin 七大罪》罪的告白 電腦魔法書！（瑪門）
  - Maze Code～槍擊少女與艾爾多拉的真相～（夏爾·尤斯坦）
  - 被甩女孩（日语：フラレガール）（赤坂響）

- 聲優SAY YOU
  - Magazine SPECIAL×MAGAMEGA連動企劃 第6回
  - 家有女友×人氣聲優企劃（橘陽菜）

- 前進吧！登山少女
- 國際興業巴士 車內廣播（齋藤楓〈楓〉）
- 前進吧！登山少女×西武鐵道 新春特別放送（齋藤楓〈楓〉）
- 西武巨蛋開球式 開球式、場內廣播

- Project758（湊姫）

- 有聲書 惡人（馬込光代）

- 理科生墜入情網，故嘗試證明。 紀念第3卷發售特別節目「理科生墜入情網，故嘗試證明。」

- 金融信用教育動畫教材《風之行星～GALE～》（媽媽〈地球居民〉）

- （中川·藍道·玲子）

- 森林戰士伯諾隆（日语：森の戦士ボノロン） 雷蒙的濃湯之卷（朗讀）

- AVIOT×怪物彈珠 無線耳機 TE-BD21f-LF（路西法）

- CV部 #38「最喜歡的學姊今天畢業了」（學姊〈豐奈〉）

- project Luminasys（百合園惠里）

- 新感覺巴士旅行 「WOW RIDE」東京時間旅行

## 音樂作品
- RO-KYU-BU!相關活動詳見「RO-KYU-BU!（日语：RO-KYU-BU!）」；BEST FRIENDS!相關活動詳見「BEST FRIENDS!（日语：BEST FRIENDS!）」；Afterglow相關活動詳見「BanG Dream!音樂作品」。

### 單曲
| 枚       | 發售日         | 名稱          | 規格編號   | 規格編號   | Oricon 最高位 |
| 枚       | 發售日         | 名稱          | 初回限定盤 | 通常盤     | Oricon 最高位 |
| -------- | -------------- | ------------- | ---------- | ---------- | ------------- |
| 1st      | 2013年5月8日   |               | PCCG-01343 | PCCG-70180 | 9位           |
| 2nd      | 2013年6月5日   |               | PCCG-01344 | PCCG-70181 | 15位          |
| 3rd      | 2013年11月13日 | Seek Diamonds | PCCG-01375 | PCCG-70197 | 29位          |
| 4th      | 2014年2月12日  | EX:FUTURIZE   | PCCG-01385 | PCCG-70201 | 19位          |
| 會場限定 | 2014年10月25日 |               |            | BRCG-00029 |               |

### 專輯
| 枚   | 發售日        | 名稱            | 規格編號                                 | 規格編號   | Oricon 最高位 |
| 枚   | 發售日        | 名稱            | 初回限定盤                               | 通常盤     | Oricon 最高位 |
| ---- | ------------- | --------------- | ---------------------------------------- | ---------- | ------------- |
| 合作 | 2013年7月17日 | Glamorous Songs | PCCG-01345                               | PCCG-01346 | 11位          |
| 1st  | 2014年9月3日  | Couleur         | PCCG-01417（CD+BD） PCCG-01418（CD+DVD） | PCCG-1333  | 13位          |

### 影像作品
| 枚  | 發售日        | 名稱                                     | 規格編號   | 規格編號   |
| 枚  | 發售日        | 名稱                                     | BD         | DVD        |
| --- | ------------- | ---------------------------------------- | ---------- | ---------- |
| 1st | 2014年4月16日 | Glamorous Live                           | PCXP-50217 | PCBP-52291 |
| 2nd | 2015年3月18日 | 日笠陽子巡迴演唱會「Le Tour de Couleur」 | PCXP-50280 | PCBP-52317 |

### 商業搭配
| 歌曲          | 商業搭配                       | 時期   |
| ------------- | ------------------------------ | ------ |
|               | 電視動畫《進擊的巨人》片尾曲   | 2013年 |
|               | 動畫電影《春HAL》主題曲        | 2013年 |
| Seek Diamonds | 電視動畫《鑽石王牌》片尾曲     | 2013年 |
| EX:FUTURIZE   | 電視動畫《Z/X IGNITION》片頭曲 | 2014年 |
|               | PSVita遊戲《百華夜光》主題曲   | 2014年 |

### 歌手名義
| 發售日        | 商品名                 | 演唱 | 歌曲                       | 備註                                                 |
| ------------- | ---------------------- | --- | -------------------------- | ---------------------------------------------------- |
| 2013年5月16日 | The Galaxy Express 999 | ALI PROJECT、ChouCho、Gero、GRANRODEO、i☆Ris、May'n、nano.RIPE、OLDCODEX、Ray、ZAQ、Zwei、Afilia.Saga、伊藤香奈子、上坂堇、小倉唯、喜多村英梨、串田晃、栗林美奈實、黑崎真音、小松未可子、PSYCHIC LOVER、鈴木KONOMI、鈴村健一、竹達彩奈、田村由香里、茅原實里、富永TOMMY弘明、中島愛、七森中☆娛樂社、南里侑香、野水伊織、日笠陽子、藤田麻衣子、三澤紗千香、水樹奈奈、唯夏織 | 「The Galaxy Express 999」 | 演唱會《Animelo Summer Live 2013 -FLAG NINE-》片尾曲 |

### 角色歌
| 發售日   | 商品名                                                                          | 演唱 | 歌曲                                                      | 備註                                                             |
| 2009年   | 2009年                                                                          | 2009年 | 2009年                                                    | 2009年                                                           |
| -------- | ------------------------------------------------------------------------------- | --- | --------------------------------------------------------- | ---------------------------------------------------------------- |
| 4月22日  | Cagayake!GIRLS                                                                  | 櫻高輕音部 | 「Cagayake!GIRLS」                                        | 電視動畫《K-ON!》片頭曲                                          |
| 4月22日  | Cagayake!GIRLS                                                                  | 櫻高輕音部 | 「Happy!? Sorry!!」                                       |                                                                  |
| 4月22日  | Don't say "lazy"                                                                | 櫻高輕音部 | 「Don't say "lazy"」                                      | 電視動畫《K-ON!》片尾曲                                          |
| 4月22日  | Don't say "lazy"                                                                | 櫻高輕音部 | 「Sweet Bitter Beauty Song」                              |                                                                  |
| 5月20日  |                                                                                 | 櫻高輕音部 | 「」 「」                                                 | 電視動畫《K-ON!》劇中曲                                          |
| 6月17日  | 「K-ON!」角色歌 秋山澪                                                          | 秋山澪（日笠陽子） | 「Heart Goes Boom!!」 「Hello Little Girl」 「」          | 電視動畫《K-ON!》關聯曲                                          |
| 7月22日  | 放學後TEA TIME                                                                  | 放學後TEA TIME | 「」 「」 「」 「」                                       | 電視動畫《K-ON!》劇中曲                                          |
| 9月2日   | K-ON! Official Band Score集!!                                                   | 放學後TEA TIME | 「Cagayake!GIRLS[5人Ver.]」 「Don't say "lazy"[5人Ver.]」 | 電視動畫《K-ON!》關聯曲                                          |
| 10月7日  | 简单易懂的现代魔法 原聲帶                                                       | 如月澪（日笠陽子） | 「」 「」                                                 | 電視動畫《簡單易懂的現代魔法》劇中曲                             |
| 12月23日 | 電視動畫《海貓悲鳴時》Blu-ray&DVD3卷安利美特博覽會特典CD                        | 煉獄七姊妹 | 「」                                                      |                                                                  |
| 2010年   |                                                                                 | |                                                           |                                                                  |
| 2月10日  | Choose Bright                                                                   | 葉山奈由（茅原實里）、神宮寺彌子（寿美菜子）、白石遙（矢作紗友里）、天原清乃（日笠陽子）                                                                                 | 「Choose Bright!!」                                       | 電視動畫《青春CUP》片頭曲                                        |
| 2月10日  | Choose Bright                                                                   | 葉山奈由（茅原實里）、神宮寺彌子（寿美菜子）、白石遙（矢作紗友里）、天原清乃（日笠陽子）                                                                                 | 「Dear lovely days」                                      |                                                                  |
| 2月10日  | Shy Girls                                                                       | 葉山奈由（茅原實里）、神宮寺彌子（寿美菜子）、白石遙（矢作紗友里）、天原清乃（日笠陽子）                                                                                 | 「Shy Girls」 「We Know」                                 | 電視動畫《青春CUP》片尾曲                                        |
| 2月10日  | Rio Sound Hustle! -MEGA盛-                                                      | 琳達（日笠陽子） | 「」                                                      | CR彈珠機Rio插曲                                                  |
| 2月10日  | Passionate squall                                                               | 織部真冬（藤村步）、山邊燈（豊崎愛生）、泰蕾莎·維里亞（茅原實里）、卡恰（平野綾）、桂木華（日笠陽子）                                                                    |                                                           |                                                                  |
| 2月10日  | Passionate squall                                                               | 織部真冬（藤村步）、山邊燈（豊崎愛生）、泰蕾莎·維里亞（茅原實里）、卡恰（平野綾）、桂木華（日笠陽子）                                                                    | 「Passionate squall」                                     | 電視動畫《聖痕鍊金士》前期片尾曲                                 |
| 2月10日  | Passionate squall                                                               | 織部真冬（藤村步）、山邊燈（豊崎愛生）、泰蕾莎·維里亞（茅原實里）、卡恰（平野綾）、桂木華（日笠陽子）                                                                    | 「Passionate squall 【element-mix】」                     |                                                                  |
| 2月10日  | Passionate squall                                                               | 織部真冬（藤村步）、山邊燈（豊崎愛生）、泰蕾莎·維里亞（茅原實里）、卡恰（平野綾）、桂木華（日笠陽子）                                                                    | 「Passionate squall 【rush-candle-mix】」                 |                                                                  |
| 2月24日  |                                                                                 | 桂木華（日笠陽子） | 「Jusin」                                                 | 電視動畫《聖痕鍊金士》關聯曲                                     |
| 3月30日  | 青春CUP 角色歌 天原清乃                                                         | 天原清乃（日笠陽子） | 「」 「Shy Girls（天原清乃ver）」                         | 電視動畫《青春CUP》關聯曲                                        |
| 4月1日   | KILLZVALD -SOUND TRACK- CD Ver.                                                 | 月人愛莉耶絲（日笠陽子） | 「aries -Full Version-」                                  | 遊戲《KILLZVALD》關聯曲                                          |
| 4月7日   | 寵物森林 主題曲 Vol.1                                                           | （日笠陽子） | 「」                                                      | 遊戲《寵物森林》主題曲                                           |
| 4月28日  | GO! GO! MANIAC                                                                  | 放學後TEA TIME | 「GO! GO! MANIAC」                                        | 電視動畫《K-ON!!》片頭曲                                         |
| 4月28日  | GO! GO! MANIAC                                                                  | 放學後TEA TIME | 「Genius…!?」                                             |                                                                  |
| 4月28日  | Listen!!                                                                        | 放學後TEA TIME | 「Listen!!」                                              | 電視動畫《K-ON!!》片尾曲                                         |
| 4月28日  | Listen!!                                                                        | 放學後TEA TIME | 「Our MAGIC」                                             |                                                                  |
| 5月12日  | 寵物森林 主題曲 Vol.2                                                           | （日笠陽子） | 「emission」                                              | 遊戲《寵物森林》主題曲                                           |
| 5月21日  | Wishes Hypocrites                                                               | 織部真冬（藤村步）、山邊燈（豊崎愛生）、泰蕾莎·維里亞（茅原實里）、卡恰（平野綾）、桂木華（日笠陽子）                                                                    | 「Wishes Hypocrites」                                     | 電視動畫《聖痕鍊金士》後期片尾曲                                 |
| 5月21日  | Wishes Hypocrites                                                               | 辻堂美由梨（川澄綾子）、桂木華（日笠陽子） | 「」                                                      |                                                                  |
| 5月26日  | 最後大魔王 廣播&角色歌專輯                                                      | 服部絢子（日笠陽子） | 「」                                                      | 電視動畫《最後大魔王》關聯曲                                     |
| 6月2日   |                                                                                 | 放學後TEA TIME | 「」 「」                                                 | 電視動畫《K-ON!!》劇中曲                                         |
| 7月21日  |                                                                                 | Triple Booking | 「」                                                      | 電視動畫《妄想學生會》片頭曲                                     |
| 7月21日  | 「」                                                                            | Triple Booking | 電視動畫《妄想學生會》插曲                                |                                                                  |
| 8月4日   | Utauyo!! MIRACLE                                                                | 放學後TEA TIME | 「Utauyo!!MIRACLE」                                       | 電視動畫《K-ON!!》後期片頭曲                                     |
| 8月4日   | Utauyo!! MIRACLE                                                                | 放學後TEA TIME | 「」                                                      |                                                                  |
| 8月4日   | NO,Thank You!                                                                   | 放學後TEA TIME | 「NO,Thank You!」                                         | 電視動畫《K-ON!!》後期片尾曲                                     |
| 8月4日   | NO,Thank You!                                                                   | 放學後TEA TIME | 「Girls in Wonderland」                                   |                                                                  |
| 9月8日   |                                                                                 | 「」 「U&I」 | 電視動畫《K-ON!!》劇中曲                                  |                                                                  |
| 9月21日  | 「K-ON!!」角色歌 秋山澪                                                         | 秋山澪（日笠陽子） | 「青春Vibration」 「」 「Come with Me!!（澪Ver.）」       | 電視動畫《K-ON!!》關聯曲                                         |
| 9月22日  | 電視動畫《世紀末超自然學院》Blu-ray&DVD Volume.1特典CD                          | 神代瑪雅（日笠陽子） | 「LOVE MACHINE」                                          | 電視動畫《世紀末超自然學院》插曲                                 |
| 10月27日 | 放學後TEA TIME II                                                               | 放學後TEA TIME | 「」 「Honey sweet tea time」 「」 「」 「」 「」 「」    | 電視動畫《K-ON!!》劇中曲                                         |
| 11月24日 | 電視動畫《世紀末超自然學院》Blu-ray&DVD Volume.1-Volume.3聯動購入特典CD         | [ 成員 5 ] | 「LOVE MACHINE」                                          | 電視動畫《世紀末超自然學院》插曲                                 |
| 11月24日 | 電視動畫《魔物獵人日記 岌岌可危艾路村☆艾路千鈞一髮☆》 Blu-ray&DVD特典DISC（CD） | 教官（三宅健太）、喵明星（日笠陽子） | 「」                                                      |                                                                  |
| 12月29日 | LAN LAN Comic Maxi CD                                                           | LAN LAN（日笠陽子） | 「」                                                      | DRAMA CD《LAN LAN Comic 》主題曲                                 |
| 12月29日 | LAN LAN Comic Maxi CD                                                           | LAN LAN（日笠陽子） | 「Miracle!」                                              |                                                                  |
| 2011年   |                                                                                 | |                                                           |                                                                  |
| 1月26日  | 和世界一起轉動                                                                  | Love♥Roulettes | 「和世界一起轉動」                                        | 電視動畫《Rio RainbowGate!》片頭曲                               |
| 1月26日  | 和世界一起轉動                                                                  | 琳達（日笠陽子） | 「和世界一起轉動（琳達獨唱Ver.）」                        | 電視動畫《Rio RainbowGate!》片頭曲                               |
| 2月16日  | SUPER∞STREAM                                                                    | 篠之之箒（日笠陽子）、西西莉亞·奧爾科特（尤加奈）、凰鈴音（下田麻美）、夏洛特·迪努亞（花澤香菜）、蘿拉·博德維希（井上麻里奈）                                            | 「SUPER∞STREAM」                                          | 電視動畫《IS〈Infinite Stratos〉》片尾曲                         |
| 2月16日  | SUPER∞STREAM                                                                    | 篠之之箒（日笠陽子）、西西莉亞·奧爾科特（尤加奈）、凰鈴音（下田麻美）、夏洛特·迪努亞（花澤香菜）、蘿拉·博德維希（井上麻里奈）                                            | 「SUPER∞STREAM〜INFINIT FUTURE Revised MIX〜」            |                                                                  |
| 2月16日  | SUPER∞STREAM                                                                    | 篠之之箒（日笠陽子） | 「」                                                      | OVA《IS〈Infinite Stratos〉Encore 愛情戰火六重奏》片尾曲         |
| 3月30日  | IS〈Infinite Stratos〉 Blu-ray&DVD第1卷特典 角色歌CD《箒》                      | 篠之之箒（日笠陽子） | 「」 「SUPER∞STREAM（箒獨唱版）」                         |                                                                  |
| 4月20日  | 這樣算是殭屍嗎？原聲帶插曲&原聲帶番外篇                                         | 瑟拉〈瑟拉芬〉（日笠陽子）、娑羅室（合田彩） | 「」                                                      | 電視動畫《這樣算是殭屍嗎？》劇中曲                               |
| 4月20日  |                                                                                 | L@ve Girls | 「Last be Love」                                          | 遊戲《L@ve once Mermaid's tears》片尾曲                          |
| 5月25日  | L@ve once -mermaid's tears- 角色歌專輯 S@ng once                                | 鳥留芽琉（日笠陽子） | 「」                                                      |                                                                  |
| 7月6日   | 劇場版 天降之物 計時的悲傷女神                                                  | 風音日和（日笠陽子） | 「」                                                      | 劇場版動畫《劇場版 天降之物 計時的悲傷女神》插曲                 |
| 9月7日   | 蘿球社！Character Songs 03 永塚紗季                                             | 永塚紗季（日笠陽子） | 「」                                                      | 電視動畫《蘿球社！》關聯曲                                       |
| 9月7日   | 蘿球社！Character Songs 03 永塚紗季                                             | 日笠陽子 imaging 永塚紗季 | 「SHOOT!-No.6 MIX-」                                      | 電視動畫《蘿球社！》關聯曲                                       |
| 10月26日 | 蘿球社！中場休息 1                                                              | 永塚紗季（日笠陽子） | 「」                                                      |                                                                  |
| 11月25日 | SNK Playmore 彈珠機 Premium Sound Collection                                    | 蘿拉·施威林（日笠陽子） | 「PRISM」                                                 | 彈珠機《Sky Love3》關聯曲                                        |
| 12月7日  | Unmei♪wa♪Endless!                                                               | 放學後TEA TIME | 「Unmei♪wa♪Endless!」                                     | 劇場版動畫《電影 K-ON!》主題曲                                   |
| 12月7日  | Unmei♪wa♪Endless!                                                               | 放學後TEA TIME | 「」                                                      | 劇場版動畫《電影 K-ON!》片頭曲                                   |
| 12月7日  | Singing!                                                                        | 放學後TEA TIME | 「Singing!」                                              | 劇場版動畫《電影 K-ON!》片尾曲                                   |
| 12月7日  | Singing!                                                                        | 放學後TEA TIME | 「」                                                      |                                                                  |
| 12月28日 | 妖怪少爺～千年魔京～ 角色歌CD系列 羽衣狐、狂骨（女）                            | 狂骨〈女〉（日笠陽子） | 「」                                                      |                                                                  |
| 2012年   |                                                                                 | |                                                           |                                                                  |
| 1月10日  | 武裝神姬 Character Song & Special Radio Rondo Vol.3                             | 巡航型MMS JILLRIVERS（日笠陽子） | 「」                                                      |                                                                  |
| 2月22日  |                                                                                 | 赤羽亞矢（日笠陽子）、七里愛（内田真禮）、栗橋南（竹達彩奈）、大和田圓（明坂聰美）                                                                                       | 「」                                                      | 電視動畫《極樂女子宿舍》片頭曲                                   |
| 2月22日  | 「」                                                                            | 赤羽亞矢（日笠陽子）、七里愛（内田真禮）、栗橋南（竹達彩奈）、大和田圓（明坂聰美）                                                                                       | 電視動畫《極樂女子宿舍》片尾曲                            |                                                                  |
| 3月14日  | IS〈Infinite Stratos〉VOCAL COLLECTION ALBUM                                    | 篠之之箒（日笠陽子） | 「」                                                      |                                                                  |
| 4月3日   | 電視動畫《男子高校生的日常》 Blu-ray&DVD VOL.1特典Special CD                    | 文學少女（日笠陽子） | 「文學少女」                                              |                                                                  |
| 5月23日  | 電視動畫《妖狐×僕SS》 Blu-ray&DVD 3卷特典CD「妖狐×僕SS ENDING SONG Vol.2」      | 反之塚連勝（細谷佳正）、雪小路野薔薇（日笠陽子） | 「」                                                      | 電視動畫《妖狐×僕SS》第7話片尾曲                                 |
| 6月27日  | 惡魔高校D×D 角色歌迷你專輯 G×S!                                                 | 莉雅絲·吉蒙里（日笠陽子） | 「」                                                      |                                                                  |
| 6月27日  | 惡魔高校D×D 角色歌迷你專輯 G×S!                                                 | 神祕學研究社成員 | 「STUDY×STUDY（G×S版）」                                  |                                                                  |
| 7月4日   | 這樣算是殭屍嗎？ 官方指南CD                                                     | 瑟拉〈瑟拉芬〉（日笠陽子） | 「 瑟拉version」                                          |                                                                  |
| 11月28日 | 電視動畫《CØDE:BREAKER》Character File Vol.1                                    | 櫻小路櫻（日笠陽子） | 「」                                                      |                                                                  |
| 12月29日 | 麻雀物語 原聲帶                                                                 | 風上沙耶香（日笠陽子） | 「Infinite」 「」 「」                                    |                                                                  |
| 12月29日 | 麻雀物語 原聲帶                                                                 | 風上三姊妹 | 「」 「」                                                 |                                                                  |
| 2013年   |                                                                                 | |                                                           |                                                                  |
| 1月25日  | 現在就想告訴哥哥，我是妹妹！原聲帶#2                                            | 茂森真央（茅野愛衣）、拝田希實花（日笠陽子） | 「」                                                      |                                                                  |
| 3月27日  | 現在就想告訴哥哥，我是妹妹！VOCAL ALBUM                                         | 拝田希實花（日笠陽子） | 「my mind」                                               |                                                                  |
| 3月27日  | 戀愛吧動畫社 主題曲專輯                                                         | 橘可奈（伊瀨茉莉也）、桐生晶（日笠陽子）、真行寺遙（五十嵐裕美）、齋木真夜（日高里菜）                                                                                   | 「」                                                      | 遊戲《戀愛吧動畫社》主題曲                                       |
| 3月27日  | 戀愛吧動畫社 主題曲專輯                                                         | 桐生晶（日笠陽子） | 「（晶獨唱）」                                            |                                                                  |
| 3月27日  | 電視動畫《旋風管家！CAN'T TAKE MY EYES OFF YOU》Blu-ray&DVD 第4卷特典CD         | 劍野迦遊羅（日笠陽子） | 「」                                                      | 電視動畫《旋風管家！Cuties》第11話片尾曲                         |
| 7月17日  | 戰姬絕唱SYMPHOGEAR G 角色歌1 瑪麗亞×風鳴翼                                      | 瑪麗亞·卡登扎夫娜·伊芙（日笠陽子）、風鳴翼（水樹奈奈） | 「」                                                      | 電視動畫《戰姬絕唱SYMPHOGEAR G》劇中曲                           |
| 7月31日  | 蘿球社！SS Character Songs 03 永塚紗季                                          | 永塚紗季（日笠陽子） | 「」                                                      | 電視動畫《蘿球社！SS》關聯曲                                     |
| 7月31日  | 蘿球社！SS Character Songs 03 永塚紗季                                          | 日笠陽子 imaging 永塚紗季 | 「Get goal!-No.6 MIX-」                                   | 電視動畫《蘿球社！SS》關聯曲                                     |
| 8月7日   | 戰姬絕唱SYMPHOGEAR G 角色歌3 瑪麗亞·卡登扎夫娜·伊芙                             | 瑪麗亞·卡登扎夫娜·伊芙（日笠陽子） | 「」 「Dark Oblivion」                                    | 電視動畫《戰姬絕唱SYMPHOGEAR G》劇中曲                           |
| 8月21日  |                                                                                 | 釘宮桂（日笠陽子）、入江環（井口裕香） | 「」                                                      | 電視動畫《銀河機攻隊 莊嚴皇子》後期片尾曲                        |
| 8月28日  | 惡魔高校D×D NEW 片尾角色歌專輯！                                                | 神祕學研究社成員 | 「」                                                      | 電視動畫《惡魔高校D×D NEW》月光校園的王者之劍篇片尾曲            |
| 8月28日  | 惡魔高校D×D NEW 片尾角色歌專輯！                                                | 神祕學研究社成員 | 「」                                                      | 電視動畫《惡魔高校D×D NEW》停止教室的吸血鬼篇片尾曲              |
| 8月28日  | 惡魔高校D×D NEW 片尾角色歌專輯！                                                | 莉雅絲·吉蒙里（日笠陽子）、姬島朱乃（伊藤靜） | 「((W))hole NEW ((W))orld!!」                             |                                                                  |
| 8月28日  | 劇場版 魔法禁書目錄 -安迪米昂的奇蹟- Blu-ray&DVD特典原聲帶CD                    | 鳴護艾麗莎（三澤紗千香）、莎特奧拉·塞昆齊亞（日笠陽子） | 「OVER（合唱版）」                                        | 劇場版《魔法禁書目錄 -安迪米昂的奇蹟-》插曲                      |
| 9月10日  | 打工吧！魔王大人 角色歌迷你專輯 唱歌吧？！魔王大人                              | 遊佐惠美（日笠陽子） | 「」                                                      | 電視動畫《打工吧！魔王大人》關聯曲                               |
| 10月2日  | 電視動畫《戰姬絕唱SYMPHOGEAR G》Blu-ray&DVD 1卷特典CD                           | 瑪麗亞·卡登扎夫娜·伊芙（日笠陽子）、賽蓮娜·卡登扎夫娜·伊芙（堀江由衣）                                                                                                   | 「Apple」                                                 | 電視動畫《戰姬絕唱SYMPHOGEAR G》劇中曲                           |
| 10月2日  | 電視動畫《戰姬絕唱SYMPHOGEAR G》Blu-ray&DVD 1卷特典CD                           | 瑪麗亞·卡登扎夫娜·伊芙（日笠陽子） | 「」                                                      | 電視動畫《戰姬絕唱SYMPHOGEAR G》劇中曲                           |
| 10月16日 | 銀河機攻隊 莊嚴皇子 角色歌【PURPLE】                                            | 釘宮桂（日笠陽子） | 「」 「」                                                 |                                                                  |
| 10月16日 | 銀河機攻隊 莊嚴皇子 角色歌【PURPLE】                                            | 釘宮桂（日笠陽子） | 「（桂獨唱ver.）」                                        | 電視動畫《銀河機攻隊 莊嚴皇子》片尾曲                            |
| 10月30日 | IS〈Infinite Stratos〉2 Blu-ray&DVD Vol.1特典Special CD                         | 篠之之箒（日笠陽子） | 「」 「BEAUTIFUL SKY 箒獨唱Ver.」                         |                                                                  |
| 11月20日 | BEAUTIFUL SKY                                                                   | 篠之之箒（日笠陽子）、西西莉亞·奧爾科特（尤加奈）、凰鈴音（下田麻美）、夏洛特·迪努亞（花澤香菜）、蘿拉·博德維希（井上麻里奈）、更識楯無（齋藤千和）、更識簪（三森鈴子）  | 「BEAUTIFUL SKY」                                         | 電視動畫《IS〈Infinite Stratos〉2》片尾曲                        |
| 12月25日 | 王者天下飛翔篇 角色歌專輯-闘-                                                   | 羌瘣（日笠陽子） | 「」                                                      |                                                                  |
| 2014年   |                                                                                 | |                                                           |                                                                  |
| 1月22日  |                                                                                 | Triple Booking | 「」                                                      | 電視動畫《妄想學生會＊》片頭曲                                   |
| 1月22日  | 「」                                                                            | Triple Booking | 電視動畫《妄想學生會＊》插曲                              |                                                                  |
| 2月19日  | 電視動畫《妄想學生會＊》Blu-ray 1特典CD                                         | 天草篠（日笠陽子） | 電視動畫《妄想學生會＊》插曲                              | 「」                                                             |
| 3月5日   | IS〈Infinite Stratos〉2 Ignition Hearts 主題曲集                                | 篠之之箒（日笠陽子）、西西莉亞·奧爾科特（尤加奈）、凰鈴音（下田麻美）、夏洛特·迪努亞（花澤香菜）、蘿拉·博德維希（井上麻里奈）                                            | 「Grow Up Shining!!」                                     | 遊戲《 IS〈Infinite Stratos〉2 Ignition Hearts 》片尾曲          |
| 3月5日   | 電視動畫《戰姬絕唱SYMPHOGEAR G》Blu-ray&DVD 6卷特典CD                           | 瑪麗亞·卡登扎夫娜·伊芙（日笠陽子） | 「」                                                      | 電視動畫《戰姬絕唱SYMPHOGEAR G》劇中曲                           |
| 3月5日   | 電視動畫《戰姬絕唱SYMPHOGEAR G》Blu-ray&DVD 6卷特典CD                           | 立花響（悠木碧）、風鳴翼（水樹奈奈）、雪音克莉絲（高垣彩陽）、瑪麗亞·卡登扎夫娜·伊芙（日笠陽子）、月讀調（南條愛乃）、曉切歌（茅野愛衣）                                 | 「」                                                      | 電視動畫《戰姬絕唱SYMPHOGEAR G》劇中曲                           |
| 3月5日   | 電視動畫《戰姬絕唱SYMPHOGEAR G》Blu-ray&DVD 6卷特典CD                           | 立花響（悠木碧）、風鳴翼（水樹奈奈）、雪音克莉絲（高垣彩陽）、瑪麗亞·卡登扎夫娜·伊芙（日笠陽子）、月讀調（南條愛乃）、曉切歌（茅野愛衣）、天羽奏（高山南）               | 「」                                                      | 電視動畫《戰姬絕唱SYMPHOGEAR G》劇中曲                           |
| 4月30日  |                                                                                 | YELL | 「」                                                      | 電視動畫《如果折斷她的旗》片尾曲                                 |
| 5月14日  | 電視動畫《愚者信長》角色歌Vol.3                                                 | 貞德·輝夜·達魯克（日笠陽子） | 「YOU'RE MY ONLY FATE」 「REASON FOR ME」                 |                                                                  |
| 5月21日  |                                                                                 | 白（茅野愛衣）、史蒂芬妮·多拉（日笠陽子）、吉普莉兒（田村由香里） | 「Bias Hacker」                                           | 電視動畫《NO GAME NO LIFE 遊戲人生》關聯曲                       |
| 5月28日  | 電視動畫《愚者信長》Blu-ray&DVD II Special CD                                   | 貞德·輝夜·達魯克（日笠陽子） | 「FOOL! FOOL! FOOL!」                                     |                                                                  |
| 7月16日  | 電影《玉子愛情故事》原聲帶                                                      | 雛子（日笠陽子） | 「」                                                      | 電影《玉子愛情故事》劇中曲                                       |
| 8月27日  | 電視動畫《NO GAME NO LIFE 遊戲人生》Blu-ray&DVD Ⅲ特典Special CD 角色歌02        | 史蒂芬妮·多拉（日笠陽子） | 「Light of Hope」                                         |                                                                  |
| 10月3日  |                                                                                 | 葵（井口裕香）、日向（阿澄佳奈）、楓（日笠陽子）、可可奈（小倉唯） | 「」                                                      | 電視動畫《前進吧！登山少女 Second Season》片頭曲                 |
| 10月3日  | 楓（日笠陽子）                                                                  | 「 楓版」 |                                                           |                                                                  |
| 10月22日 | 電視動畫《如果折斷她的旗》Blu-ray&DVD 第5卷特典CD                               | 英雄崎凛（日笠陽子） | 「」                                                      |                                                                  |
| 10月27日 | 我，要成為雙馬尾 角色歌系列白黑盤                                               | 善沙闇子（日笠陽子） | 「」                                                      | 電視動畫《我，要成為雙馬尾》插曲                                 |
| 12月19日 | TRINITY SEVEN 片尾曲 Theme3 「TRINITY×SEVENTH+HEAVEN」                          | Security Politti | 「TRINITY×SEVENTH+HEAVEN（合唱版）」                      | 電視動畫《TRINITY SEVEN》片尾曲                                  |
| 12月19日 | TRINITY SEVEN 片尾曲 Theme3 「TRINITY×SEVENTH+HEAVEN」                          | 山奈米菈（日笠陽子） | 「TRINITY×SEVENTH+HEAVEN（Gehenna Scope Form）」          |                                                                  |
| 12月28日 | 巴哈姆特之怒 角色歌 Crossing Destiny                                            | 安（日笠陽子）、古蕾婭（福原綾香） | 「Crossing Destiny」                                      | 遊戲《巴哈姆特之怒》關聯曲                                       |
| 2015年   |                                                                                 | |                                                           |                                                                  |
| 3月18日  | 電影《玉子愛情故事》精選輯「」                                                  | 雛子（日笠陽子） | 「」                                                      | 電視動畫《玉子市場》關聯曲                                       |
| 3月25日  | 麻雀物語3 滿役亂舞究極大賽 原聲帶                                               | 風上三姊妹 | 「」                                                      |                                                                  |
| 3月25日  | 麻雀物語3 滿役亂舞究極大賽 原聲帶                                               | 風上沙耶香（日笠陽子） | 「」                                                      |                                                                  |
| 3月25日  | 電視動畫《女友伴身邊》Blu-ray&DVD Vol.3特典CD                                   | 篠宮理沙（日笠陽子） | 「Seasons of Silence」                                    |                                                                  |
| 3月26日  | 閃亂神樂 ESTIVAL VERSUS -少女們的抉擇- PS4限定版購入特典「乳乳DX包 PREMIUM」    | 兩備（日笠陽子） | 「夏火」                                                  | 遊戲《閃亂神樂 ESTIVAL VERSUS -少女們的抉擇-》片尾曲             |
| 7月8日   | 戰姬絕唱SYMPHOGEAR GX 角色歌1 瑪麗亞×風鳴翼                                     | 瑪麗亞·卡登扎夫娜·伊芙（日笠陽子）、風鳴翼（水樹奈奈） | 「」                                                      | 電視動畫《戰姬絕唱SYMPHOGEAR GX》劇中曲                          |
| 8月26日  | 夢幻之星Online2 角色歌CD～Song Festival～II                                     | 傑諾（木村良平）、艾可（日笠陽子） | 「」                                                      |                                                                  |
| 9月9日   | Dance in the Fake                                                               | 娜榭塔妮亞·露伊·彼埃納·奧古斯特（日笠陽子） | 「Dance in the Fake」                                     | 電視動畫《六花的勇者》片尾曲                                     |
| 9月9日   | Dance in the Fake                                                               | 娜榭塔妮亞·露伊·彼埃納·奧古斯特（日笠陽子） | 「True Heaven」                                           |                                                                  |
| 9月9日   | 戰姬絕唱SYMPHOGEAR GX 角色歌7 瑪麗亞·卡登扎夫娜·伊芙                            | 瑪麗亞·卡登扎夫娜·伊芙（日笠陽子） | 「」                                                      | 電視動畫《戰姬絕唱SYMPHOGEAR GX》劇中曲                          |
| 9月9日   | 戰姬絕唱SYMPHOGEAR GX 角色歌7 瑪麗亞·卡登扎夫娜·伊芙                            | 瑪麗亞·卡登扎夫娜·伊芙（日笠陽子） | 「」                                                      |                                                                  |
| 9月17日  | 幻魔鄉的旅人 主題曲&語音劇 Special fan DISC                                     | 井伊直虎（日笠陽子） | 「Parallel Universe」                                     | 遊戲《幻魔鄉的旅人》主題曲                                       |
| 10月28日 | 電視動畫《戰姬絕唱SYMPHOGEAR GX》Blu-ray&DVD 2卷特典CD                          | 立花響（悠木碧）、風鳴翼（水樹奈奈）、雪音克莉絲（高垣彩陽）、瑪麗亞·卡登扎夫娜·伊芙（日笠陽子）、月讀調（南條愛乃）、曉切歌（茅野愛衣）                                 | 「」                                                      | 電視動畫《戰姬絕唱SYMPHOGEAR GX》劇中曲                          |
| 12月23日 | 電視動畫《戰姬絕唱SYMPHOGEAR GX》Blu-ray&DVD 4卷特典CD                          | 瑪麗亞·卡登扎夫娜·伊芙（日笠陽子） | 「」                                                      | 電視動畫《戰姬絕唱SYMPHOGEAR GX》劇中曲                          |
| 12月29日 | CR熱響！少女慶典 粉絲大感謝祭LIVE 原聲帶CD                                      | 果心居士（花澤香菜）、大友宗麟（加藤英美里）、風上沙耶香（日笠陽子）、茱蒂·恩塞德（喜多村英梨）、葉月天音（小松未可子）                                                  | 「」                                                      | 彈珠機《熱響！少女慶典 粉絲大感謝祭LIVE》關聯曲                  |
| 2016年   |                                                                                 | |                                                           |                                                                  |
| 2月24日  | GATE 奇幻自衛隊 在彼方的土地，如斯的戰鬥 角色歌專輯 Vol.2                       | 姚·海·蒂修（日笠陽子） | 「BODY Prayer」                                           |                                                                  |
| 2月24日  | 電視動畫《戰姬絕唱SYMPHOGEAR GX》Blu-ray&DVD 6卷特典CD                          | 瑪麗亞·卡登扎夫娜·伊芙（日笠陽子）、月讀調（南條愛乃）、曉切歌（茅野愛衣）                                                                                               | 「」                                                      | 電視動畫《戰姬絕唱SYMPHOGEAR GX》劇中曲                          |
| 4月27日  | 夢幻之星Online2 角色歌CD～Song Festival～III                                    | 艾可（日笠陽子） | 「」                                                      |                                                                  |
| 6月8日   | IS〈Infinite Stratos〉完全版專輯                                                | 篠之之箒（日笠陽子）、西西莉亞·奧爾科特（尤加奈）、凰鈴音（下田麻美）、夏洛特·迪努亞（花澤香菜）、蘿拉·博德維希（井上麻里奈）                                            | 「Sleeping Lover」                                        | 遊戲《IS〈Infinite Stratos〉2 Love and Purge》主題曲             |
| 11月23日 |                                                                                 | Fortuna隊 | 「」                                                      | 電視動畫《長騎美眉》片尾曲                                       |
| 11月23日 | 高宮紗希（日笠陽子）                                                            | 「（SAKI Mix）」 |                                                           |                                                                  |
| 11月23日 | 電視動畫《魔法少女育成計劃》角色歌集 Musica Magica                              | 露菈（日笠陽子）、水姆水姆（水瀨祈） | 「Betrayal」                                              | 電視動畫《魔法少女育成計劃》關聯曲                               |
| 11月23日 | 電視動畫《WWW.WORKING!!》Blu-ray&DVD 1卷特典CD                                  | 宮越華（戶松遙）、村主小百合（日笠陽子）、鎌倉志保（雨宮天） | 「Eyecatch! Too much!」                                   | 電視動畫《WWW.WORKING!! 》片頭曲                                 |
| 11月25日 | 電視動畫《NEW GAME!》Blu-ray&DVD Lv.3特典角色歌CD Lv.3                          | 八神光（日笠陽子）、遠山倫（茅野愛衣） | 「Little Bitter Duet」                                    |                                                                  |
| 12月21日 | 女友伴身邊 角色歌系列Vol.1                                                      | 聖櫻學生會 | 「」                                                      | 遊戲《女友伴身邊》關聯曲                                         |
| 2017年   |                                                                                 | |                                                           |                                                                  |
| 1月25日  | 女武神 Bonus Album「女武神不會停止」                                            | 要Δ（安野希世乃）、克蕾兒Δ（日笠陽子）、蕾娜Δ（東山奈央）、瑪基娜Δ（西田望見）                                                                                           | 「」                                                      | 電視動畫《超時空要塞Δ》關聯曲                                    |
| 2月15日  | 女友伴身邊 角色歌系列Vol.2                                                      | 篠宮理沙（日笠陽子） | 「Rotate the World」                                      | 遊戲《女友伴身邊》關聯曲                                         |
| 3月1日   |                                                                                 | 本日主廚 | 「」                                                      | 電視動畫《Piace～我的義大利料理～》片尾曲                        |
| 3月22日  | 電視動畫《亞人醬有話要說》Blu-ray&DVD 1卷特典CD角色歌集                         | 佐藤早紀繪（日笠陽子） | 「」                                                      |                                                                  |
| 5月24日  | 電視動畫《WWW.WORKING!!》Blu-ray&DVD 7卷特典CD                                  | 東田大輔（中村悠一）、宮越華（戶松遙）、足立正廣（内山昂輝）、村主小百合（日笠陽子）、鎌倉志保（雨宮天）、進藤優太（小野賢章）                                           | 「（special ver.）」                                      | 電視動畫《WWW.WORKING!! 》第13話片尾曲                           |
| 6月28日  | 電視動畫《sin 七大罪》Blu-ray&DVD 1卷特典魔王大人的鎮魂歌（角色歌）CD           | 瑪門（日笠陽子） | 「Requiem Lullaby」                                       | 電視動畫《sin 七大罪》插曲                                       |
| 6月28日  | Frame Arms Girl 音樂專輯〜茉汀莉安姐妹、魔鷲〜                                  | FA Girls | 「FULLSCRATCH LOVE（Version 8）」                         | 電視動畫《Frame Arms Girl》片尾曲                                |
| 7月5日   | Frame Arms Girl 音樂專輯〜安姬蒂特、迅雷〜                                      | 轟雷（佳穂成美）、史蒂蕾特（綾瀨有）、芭莎拉露多（長江里加）、迅雷（樺山南）、安姬蒂特（山村響）、源内蒼（日笠陽子）                                                     | 「My precious…（TV Version）」                            | 電視動畫《Frame Arms Girl》插曲                                  |
| 7月5日   | Frame Arms Girl 音樂專輯〜安姬蒂特、迅雷〜                                      | FA Girls | 「FULLSCRATCH LOVE（Version 11）」                        | 電視動畫《Frame Arms Girl》片尾曲                                |
| 7月5日   | Frame Arms Girl 音樂專輯〜安姬蒂特、迅雷〜                                      | FA Girls Special | 「FULLSCRATCH LOVE（Special Version）」                   | 電視動畫《Frame Arms Girl》片尾曲                                |
| 7月7日   |                                                                                 | 背德手槍（路西法（日笠陽子）） | 「」                                                      | 網路動畫《路西法的戰慄天籟〜唯一的最初樂章〜》劇中曲             |
| 7月7日   | 「UNKNOWN」                                                                     | 背德手槍（路西法（日笠陽子）） | 網路動畫《Monster Sonic！達太喵的偶像宣言》劇中曲         |                                                                  |
| 7月12日  | 戰姬絕唱SYMPHOGEAR AXZ 角色歌2 瑪麗亞·卡登扎夫娜·伊芙                           | 瑪麗亞·卡登扎夫娜·伊芙（日笠陽子） | 「Stand up! Ready!!」                                     | 電視動畫《戰姬絕唱SYMPHOGEAR AXZ》劇中曲                         |
| 7月12日  | 戰姬絕唱SYMPHOGEAR AXZ 角色歌2 瑪麗亞·卡登扎夫娜·伊芙                           | 瑪麗亞·卡登扎夫娜·伊芙（日笠陽子） | 「Stand up! Lady!!」                                      |                                                                  |
| 7月19日  |                                                                                 | Triple Booking | 「」                                                      | 劇場版《妄想學生會》主題曲                                       |
| 7月19日  | 「」                                                                            | Triple Booking |                                                           |                                                                  |
| 8月23日  | 電視動畫《NEW GAME!》角色歌系列CD VOCAL STAGE 1                                 | 八神光（日笠陽子） | 「Blindly Sky」                                           |                                                                  |
| 9月27日  | 電視動畫《戰姬絕唱SYMPHOGEAR AXZ》Blu-ray&DVD 1卷特典CD                         | 瑪麗亞·卡登扎夫娜·伊芙（日笠陽子）、月讀調（南條愛乃）、曉切歌（茅野愛衣）                                                                                               | 「」                                                      | 電視動畫《戰姬絕唱SYMPHOGEAR AXZ》劇中曲                         |
| 10月4日  | 電視動畫《櫻花任務》CD-BOX 『SAKURA QUEST "BEST"』                              | 門田丑松（江口拓也）、織部千登勢（日笠陽子） | 「」                                                      | 電視動畫《櫻花任務》插曲                                         |
| 10月24日 | CR麻雀物語 滿役亂舞鼓大戰 原聲帶                                                | 風上三姊妹 | 「」                                                      |                                                                  |
| 10月25日 | 電視動畫《戰姬絕唱SYMPHOGEAR AXZ》Blu-ray&DVD 2卷特典CD                         | 瑪麗亞·卡登扎夫娜·伊芙（日笠陽子）、月讀調（南條愛乃）、曉切歌（茅野愛衣）                                                                                               | 「」                                                      | 電視動畫《戰姬絕唱SYMPHOGEAR AXZ》劇中曲                         |
| 12月1日  | Wishing                                                                         | 背德手槍（路西法（日笠陽子）） | 「Wishing」                                               | 網路動畫《Sorcery in the Big City》主題曲                        |
| 12月27日 | 電視動畫《戰姬絕唱SYMPHOGEAR AXZ》Blu-ray&DVD 4卷特典CD                         | 雪音克莉絲（高垣彩陽）、瑪麗亞·卡登扎夫娜·伊芙（日笠陽子） | 「Change the Future」                                     | 電視動畫《戰姬絕唱SYMPHOGEAR AXZ》劇中曲                         |
| 2018年   |                                                                                 | |                                                           |                                                                  |
| 1月24日  | 劇場版 魔法科高中的劣等生 呼喚繁星的少女 Blu-ray&DVD特典CD                      | 安潔莉娜·庫都·希爾茲（日笠陽子） | 「NAKED STAR」                                            |                                                                  |
| 2月23日  | 電視動畫《NEW GAME!!》Blu-ray&DVD Rank.6特典角色歌CD Rank.6                     | 涼風青葉（高田憂希）、八神光（日笠陽子） | 「」                                                      |                                                                  |
| 2月28日  | 電視動畫《戰姬絕唱SYMPHOGEAR AXZ》Blu-ray&DVD 6卷特典CD                         | 立花響（悠木碧）、風鳴翼（水樹奈奈）、雪音克莉絲（高垣彩陽）、瑪麗亞·卡登扎夫娜·伊芙（日笠陽子）、月讀調（南條愛乃）、曉切歌（茅野愛衣）                                 | 「」                                                      | 電視動畫《戰姬絕唱SYMPHOGEAR AXZ》劇中曲                         |
| 3月7日   | 為了誰的鍊金術師 原聲帶                                                         | 阿加莎（日笠陽子） | 「」                                                      | 遊戲《為了誰的鍊金術師 》主題曲                                  |
| 5月24日  | NO DISTORTION                                                                   | 背德手槍 | 「NO DISTORTION」                                         |                                                                  |
| 5月30日  | 超異域公主連結 Re:Dive PRICONNE CHARACTER SONG 03                               | 望（日笠陽子）、千歌（福原綾香）、紡希（木戶衣吹） | 「Shining Future」                                        | 遊戲《超異域公主連結 Re:Dive》插曲                               |
| 6月27日  | 極道超女音樂集～酒是淚水抑或是嘆息～                                            | 三嶋瞳（本渡楓）、詩子（日笠陽子） | 「」                                                      |                                                                  |
| 7月25日  | 超異域公主連結 Re:Dive PRICONNE CHARACTER SONG 04                               | 望（日笠陽子） | 「」                                                      | 遊戲《超異域公主連結 Re:Dive》插曲                               |
| 7月25日  | 電視動畫《刀劍神域外傳 Gun Gale Online》Blu-ray&DVD Vol.2特典CD                 | Pitohui（日笠陽子） | 「DNA」                                                   |                                                                  |
| 7月27日  |                                                                                 | 葵（井口裕香）、日向（阿澄佳奈）、楓（日笠陽子）、可可奈（小倉唯） | 「」                                                      | 電視動畫《前進吧！登山少女 Third Season》片頭曲                  |
| 7月27日  | 楓（日笠陽子）                                                                  | 「 楓版」 |                                                           |                                                                  |
| 8月24日  | 楓（日笠陽子）                                                                  | 前進吧！登山少女 Third Season 角色歌迷你專輯 | 「」                                                      |                                                                  |
| 8月29日  | 戰姬絕唱SYMPHOGEAR XD UNLIMITED 角色歌專輯1                                     | 瑪麗亞·卡登扎夫娜·伊芙（日笠陽子） | 「」                                                      | 遊戲《戰姬絕唱SYMPHOGEAR XD UNLIMITED》關聯曲                    |
| 9月28日  | 電視動畫《霸穹 封神演義》Blu-ray&DVD 7卷特典CD                                  | 妲己（日笠陽子） | 「FASCINATION」                                           |                                                                  |
| 10月24日 | 電視動畫《刀劍神域外傳 Gun Gale Online》Blu-ray&DVD Vol.5特典CD                 | Pitohui（日笠陽子）、M（興津和幸） | 「Special Amore」                                         |                                                                  |
| 2019年   |                                                                                 | |                                                           |                                                                  |
| 3月27日  | 《家有女友》原聲帶                                                              | 橘陽菜（日笠陽子） | 「」                                                      | 電視動畫《家有女友》插曲                                         |
| 4月2日   | Manaria Friends Amazon.co.jp限定 BD全卷購入特典 角色歌CD                        | 安（日笠陽子）、古蕾婭（福原綾香） | 「」 「Treasure」                                         |                                                                  |
| 4月5日   | Harmonized // Songline                                                          | The-Light ℵ Mare | 「Harmonized // Songline」                                | 劇場版動畫《劇場版 TRINITY SEVEN -天空圖書館與真紅的魔王-》插曲  |
| 4月5日   | Harmonized // Songline                                                          | 山奈米菈（日笠陽子） | 「Harmonized // Songline (Gehenna Scope Form)」           |                                                                  |
| 3月18日  | True Days                                                                       | 中紅由亞（日笠陽子） | 「True Days」                                             | 網路動畫《絲襪視界》片尾曲                                       |
| 3月18日  | True Days                                                                       | 藍川蓮（戶松遙）、中紅由亞（日笠陽子）、萌黃帆美（洲崎綾） | 「True Days」                                             | 網路動畫《絲襪視界》片尾曲                                       |
| 5月16日  | 閃光PROGRESS                                                                    | 背德手槍 | 「閃光PROGRESS」                                          |                                                                  |
| 7月24日  | Frame Arms Girl～Kyakkyau Fufu na Wonderland～歌唱專輯-熱唱篇-                  | 轟雷（佳穗成美）、史蒂蕾特（綾瀨有）、芭莎拉露多（長江里加）、迅雷（樺山南）、安姬蒂特（山村響）、源内蒼（日笠陽子）                                                     | 「My Precious…」                                          | 劇場版動畫《Frame Arms Girl～Kyakkyau Fufu na Wonderland～》插曲 |
| 7月24日  | Frame Arms Girl～Kyakkyau Fufu na Wonderland～歌唱專輯-熱唱篇-                  | 源内蒼（日笠陽子）、壽武希子（井澤佳之實） | 「」                                                      | 劇場版動畫《Frame Arms Girl～Kyakkyau Fufu na Wonderland～》插曲 |
| 7月24日  | Frame Arms Girl～Kyakkyau Fufu na Wonderland～歌唱專輯-絕唱篇-                  | 源内蒼（日笠陽子） | 「」                                                      |                                                                  |
| 8月7日   | 戰姬絕唱SYMPHOGEAR XV 角色歌5 瑪麗亞·卡登扎夫娜·伊芙                            | 瑪麗亞·卡登扎夫娜·伊芙（日笠陽子） | 「」                                                      | 電視動畫《戰姬絕唱SYMPHOGEAR XV》劇中曲                          |
| 8月7日   | 戰姬絕唱SYMPHOGEAR XV 角色歌5 瑪麗亞·卡登扎夫娜·伊芙                            | 瑪麗亞·卡登扎夫娜·伊芙（日笠陽子） | 「」                                                      |                                                                  |
| 10月2日  | 電視動畫《戰姬絕唱SYMPHOGEAR XV》Blu-ray&DVD 1卷特典CD                          | 立花響（悠木碧）、風鳴翼（水樹奈奈）、雪音克莉絲（高垣彩陽）、瑪麗亞·卡登扎夫娜·伊芙（日笠陽子）、月讀調（南條愛乃）、曉切歌（茅野愛衣）                                 | 「六花繚亂」                                              | 電視動畫《戰姬絕唱SYMPHOGEAR XV》劇中曲                          |
| 10月2日  | 電視動畫《戰姬絕唱SYMPHOGEAR XV》Blu-ray&DVD 1卷特典CD                          | 風鳴翼（水樹奈奈）、瑪麗亞·卡登扎夫娜·伊芙（日笠陽子） | 「Angelic Remnant」                                       | 電視動畫《戰姬絕唱SYMPHOGEAR XV》劇中曲                          |
| 11月20日 | 魔法少女奈葉 角色歌Compleat BOX                                                 | 伊莉絲（日笠陽子）、尤莉（阿澄佳奈） | 「」                                                      |                                                                  |
| 12月4日  | 戰姬絕唱SYMPHOGEAR XD UNLIMITED 角色歌專輯2                                     | 立花響（悠木碧）、瑪麗亞·卡登扎夫娜·伊芙（日笠陽子）、天羽奏（高山南）                                                                                                   | 「」                                                      | 遊戲《戰姬絕唱SYMPHOGEAR XD UNLIMITED》關聯曲                    |
| 12月4日  | 平凡職業造就世界最強 角色歌迷你專輯                                             | 緹奧·庫拉魯斯（日笠陽子） | 「DRAGON'S HIGH」                                         | 電視動畫《平凡職業造就世界最強》插曲                             |
| 2020年   |                                                                                 | |                                                           |                                                                  |
| 2月5日   | 電視動畫《戰姬絕唱SYMPHOGEAR XV》Blu-ray&DVD 5卷特典CD                          | 立花響（悠木碧）、風鳴翼（水樹奈奈）、雪音克莉絲（高垣彩陽）、瑪麗亞·卡登扎夫娜·伊芙（日笠陽子）、月讀調（南條愛乃）、曉切歌（茅野愛衣）、卡蘿·瑪爾斯·狄恩海姆（水瀨祈） | 「PERFECT SYMPHONY」                                      | 電視動畫《戰姬絕唱SYMPHOGEAR XV》劇中曲                          |
| 2月5日   | 電視動畫《戰姬絕唱SYMPHOGEAR XV》Blu-ray&DVD 5卷特典CD                          | 立花響（悠木碧）、風鳴翼（水樹奈奈）、雪音克莉絲（高垣彩陽）、瑪麗亞·卡登扎夫娜·伊芙（日笠陽子）、月讀調（南條愛乃）、曉切歌（茅野愛衣）、小日向未來（井口裕香）         | 「Xtreme Vibes」                                          | 電視動畫《戰姬絕唱SYMPHOGEAR XV》劇中曲                          |
| 3月4日   | 電視動畫《戰姬絕唱SYMPHOGEAR XV》Blu-ray&DVD 6卷特典CD                          | 立花響（悠木碧）、風鳴翼（水樹奈奈）、雪音克莉絲（高垣彩陽）、瑪麗亞·卡登扎夫娜·伊芙（日笠陽子）、月讀調（南條愛乃）、曉切歌（茅野愛衣）、小日向未來（井口裕香）         | 「」                                                      | 電視動畫《戰姬絕唱SYMPHOGEAR XV》劇中曲                          |
| 4月29日  | 超異域公主連結 Re:Dive PRICONNE CHARACTER SONG 14                               | 望（日笠陽子）、千歌（福原綾香）、紡希（木戶衣吹） | 「Call Me Darling!」                                      | 遊戲《超異域公主連結 Re:Dive》插曲                               |
| 9月18日  | 音速EXIST                                                                       | 背德手槍 | 「音速EXIST」                                             |                                                                  |
| 10月4日  | AI Carddass／動畫《Zenonzard》精選專輯「ELEMENTS」                              | 梅迪拉·貝拉尼（日笠陽子） | 「」                                                      | 動畫《Zenonzard》插曲                                            |
| 12月16日 | 電視動畫《魔法科高中的劣等生 來訪者篇》Blu-ray&DVD 1卷特典CD                    | 司波深雪（早見沙織）、安潔莉娜·庫都·希爾茲（日笠陽子） | 「Rivalry」                                               |                                                                  |
| 12月16日 | 電視動畫《魔法科高中的劣等生 來訪者篇》Blu-ray&DVD 1卷特典CD                    | 司波深雪（早見沙織）、安潔莉娜·庫都·希爾茲（日笠陽子） | 「燦然RELOADED」                                          | 遊戲《魔法科高中的劣等生 Reloaded Memory》主題曲                 |
| 12月23日 | 荒野的壽飛行隊 飛向雲霄的少女們！小隊歌迷你專輯                                 | 叢雲空賊團 | 「繚亂天華」                                              |                                                                  |
| 2021年   |                                                                                 | |                                                           |                                                                  |
| 2月24日  |                                                                                 | POLYSICS with 紅血球（榎木淳彌）&白血球（日笠陽子） | 「」                                                      | 電視動畫《工作細胞BLACK》片尾曲                                  |
| 4月14日  | 電視動畫《魔法科高中的劣等生 來訪者篇》Blu-ray&DVD 5卷特典CD                    | 安潔莉娜·庫都·希爾茲（日笠陽子） | 「ultramarine」                                           |                                                                  |
| 9月17日  | 麻雀物語4 原聲帶                                                                | 風上三姊妹、真白（中司優花） | 「」                                                      |                                                                  |
| 9月29日  | 超異域公主連結 Re:Dive PRICONNE CHARACTER SONG 23                               | 望（日笠陽子）、千歌（福原綾香）、紡希（木戶衣吹） | 「」                                                      | 遊戲《超異域公主連結 Re:Dive》插曲                               |
| 9月29日  | 超異域公主連結 Re:Dive PRICONNE CHARACTER SONG 23                               | 望（日笠陽子） | 「」                                                      | 遊戲《超異域公主連結 Re:Dive》插曲                               |
| 2022年   |                                                                                 | |                                                           |                                                                  |
| 1月26日  | Courage Soul                                                                    | 麻倉葉（日笠陽子） | 「Courage Soul」                                          | 電視動畫《通靈王》片尾曲                                         |

### 其他
| 發售日        | 商品名              | 演唱     | 歌曲                                     | 備註               |
| ------------- | ------------------- | -------- | ---------------------------------------- | ------------------ |
| 2018年7月7日  | RHYTHM DIMENSION    | 日笠陽子 | 「RHYTHM DIMENSION」 「THRILL VANGUARD」 | ShiinaTactix       |
| 2008年9月1日  | IN THE NAME OF LOVE | 日笠陽子 | 「IN THE NAME OF LOVE」                  | ShiinaTactix       |
| 2011年1月26日 | CR孔雀王            | 日笠陽子 | 「」 「」                                | 《CR孔雀王》關聯曲 |

## 演唱會
個人演唱會
| 公演日                  | 標題                                         | 會場                                                                                         |
| ----------------------- | -------------------------------------------- | -------------------------------------------------------------------------------------------- |
| 2013年10月27日          | Glamorous Live                               | STUDIO COAST                                                                                 |
| 2014年10月4日－11月16日 | 日笠陽子2014 巡迴演唱會 "Le Tour de Couleur" | 10月4日 日比谷野外音樂堂（東京都） 10月25日 ORIX劇場（大阪府） 11月16日 Zepp Tokyo（東京都） |

共同演唱會
| 公演日              | 標題                                           | 會場                             | 備註                         |
| ------------------- | ---------------------------------------------- | -------------------------------- | ---------------------------- |
| 2013年8月3日        | NANA MIZUKI LIVE CIRCUS 2013                   | 西武巨蛋（埼玉縣）               | 神秘嘉賓                     |
| 2013年8月25日       | Animelo Summer Live 2013 -FLAG NINE-           | 埼玉超級競技場（埼玉縣）         |                              |
| 2013年10月12日      | 進擊的巨人 Reading & Live Event Attack 音 體感 | 横濱體育館（神奈川縣）           | 神秘嘉賓                     |
| 2013年12月14日      | SYMPHOGEAR LIVE 2013                           | （東京都）                       |                              |
| 2014年1月26日       | Lis Ani! LIVE-4 SUNDAY STAGE                   | 日本武道館（東京都）             |                              |
| 2014年6月21日       | P's Live 01                                    | （東京都）                       |                              |
| 2016年2月27日、28日 | SYMPHOGEAR LIVE 2016                           | 日本武道館（東京都）             |                              |
| 2018年3月3日、4日   | SYMPHOGEAR LIVE 2018                           | 武藏野之森綜合體育廣場（東京都） |                              |
| 2019年9月1日        | Animelo Summer Live 2019 -STORY-               | 埼玉超級競技場（埼玉縣）         | 神秘嘉賓（和放学后TEA TIME） |

## 備註
註釋
1. ↑  決定進日本播音演技研究所的理由是課程不會影響學業，同時憧憬的三石琴乃也是從這裡畢業的。
2. ↑  第7回（2009年5月21日）裡首次披露。
3. 1 2  限定發布單曲。
4. ↑  限定發布專輯。

團體成員
1. ↑  平澤唯（豊崎愛生）、秋山澪（日笠陽子）、田井中律（佐藤聰美）、琴吹紬（寿美菜子）
2. 1 2 3 4 5 6  平澤唯（豊崎愛生）、秋山澪（日笠陽子）、田井中律（佐藤聰美）、琴吹紬（寿美菜子）、中野梓（竹達彩奈）
3. ↑  路西法（齊藤佑圭）、利維坦（米澤圓）、撒旦（日笠陽子）、貝爾芬格（吉田聖子）、瑪門（新名彩乃）、別西卜（山岡百合）、阿斯莫德（豊崎愛生）
4. 1 2 3  日笠陽子、佐藤聰美、矢作紗友里
5. ↑  神代瑪雅（日笠陽子）、黑木亞美（高垣彩陽）、成瀨梢（花澤香菜）、中川美風（茅原實里）、川島千尋（小林優）、岡本明里（水瀨祈）
6. ↑  井上麻里奈、竹達彩奈、高橋智秋、日笠陽子
7. ↑  鳥留芽衣（佐藤聰美）、鳥留芽琉（日笠陽子）
8. 1 2  莉雅絲·吉蒙里（日笠陽子）、姬島朱乃（伊藤靜）、愛西亞·阿基多（淺倉杏美）、塔城小貓（竹達彩奈）
9. 1 2 3 4  風上圓（伊藤静）、風上沙耶香（日笠陽子）、風上綾香（悠木碧）
10. ↑  莉雅絲·吉蒙里（日笠陽子）、姬島朱乃（伊藤靜）、愛西亞·阿基多（淺倉杏美）、塔城小貓（竹達彩奈）、潔諾薇亞（種田梨沙）、加斯帕·弗拉迪（佐倉綾音）
11. ↑   菜波·K·布列德費爾德（木戶衣吹）、魔法澤茜（茅野愛衣）、召喚寺菊乃（阿澄佳奈）、盜賊山惠（花澤香菜）、英雄崎凜（日笠陽子）、忍者林琉璃（諏訪彩花）
12. ↑   山奈米菈（日笠陽子）、不動雅琪歐（柚木涼香）
13. ↑  倉田亞美（東山奈央）、新垣葵（五十嵐裕美）、西條雛子（大久保瑠美）、一之瀨彌生（黑澤由里香）、高宮紗希（日笠陽子）
14. ↑   天都彼方（井上喜久子）、鴫野睦（津田美波）、篠宮理沙（日笠陽子）
15. ↑   七瀨萌里菜（千本木彩花）、北原麻呂（米内佑希）、近野桐秀（阿座上洋平）、藤木瑠梨（日笠陽子）、折木衛（八代拓）、帝莉沙羅（五十嵐裕美）
16. ↑  轟雷（佳穗成美）、源内蒼（日笠陽子）
17. ↑  魔鷲（阿部里果）、源内蒼（日笠陽子）
18. ↑  轟雷（佳穗成美）、史蒂蕾特（綾瀨有）、芭莎拉露多（長江里加）、茉汀莉安姐妹（山崎惠理）、迅雷（樺山南）、安姬蒂特（山村響）、魔鷲（阿部里果）、源内蒼（日笠陽子）
19. 1 2  路西法（日笠陽子）、撒旦（森久保祥太郎）、茨木童子（西明日香）
20. ↑  山奈米菈（日笠陽子）、倉田由衣（村川梨衣）
21. ↑  路西法（日笠陽子）、撒旦（森久保祥太郎）
22. ↑  克洛艾（井上麻里奈）、雅（日笠陽子）、椿（喜多村英梨）、朧（後藤沙緒里）、螢（洲崎綾）、合歡（小岩井小鳥）

參考資料
1. 1 2  . ORICON NEWS.   [2024-09-05].
2. 1 2 3 4  . 2009-06-03  [2009-09-11]. （原始内容存档于2016-03-03）.
3. 1 2 3 4 5  . 声優プリンセス (近代映画社). 2009: pp.79–81. ISBN 978-4-7648-7153-3
4. ↑  .   [2012-12-18]. （原始内容存档于2016-04-25）.
5. ↑  .   [2013-04-17]. （原始内容存档于2013-11-01）.
6. ↑  .   [2013-04-27]. （原始内容存档于2021-01-23）.
7. ↑  . 日笠陽子のひよっ子記.   [2015-12-30]. （原始内容存档于2020-11-08）.
8. ↑  . 日笠陽子の公式ブログ.   [2023-01-20]. （原始内容存档于2023-01-20）.
9. ↑  廣播、超!A&G+、等。
10. ↑  . SEiGURA web. SEIGURA. 2010-03-10. （原始内容存档于2010-03-22）.
11. ↑  K-ON! web radio第12回、聲優Animedia（2009年5月号）等。
12. ↑  超!A&G+『A&G REQUEST デジスタ』第24回。
13. ↑  聖痕鍊金士radio!〜米海洛普學園廣播社〜.Lantis web radio. 2010-02-12（第6回）放送.
14. 1 2 3  . 2009-06-23  [2009-09-11]. （原始内容存档于2009-12-21）.
15. ↑  . I'm Enterprise公式網站. I'm Enterprise.   [2009-04-18]. （原始内容存档于2013-07-05）.
16. ↑  銀河に吠えろ!宇宙GメンTAKUYA声優木曜市（2009年7月9日放送回）
17. ↑  . 日笠陽子のひよっ子記.   [2009-08-26]. （原始内容存档于2020-05-13）.
18. ↑  K-ON! web radio『らじおん!』、超!A&G+『A&G REQUEST デジスタ』、『SEIGURA』（2009年5月号）付録「2009新作アニメインタビュー&アフレコ 春の祭典BOOK」、『VOiCE Newtype』（No.032, 45 - 47ページ）等。
19. ↑  田中尚道. . VOiCE Newtype (角川書店). 2009年8月号增刊, (33): pp. 31–33. ASIN B002DZC468
20. ↑  『アニメ星人』第11回。
21. ↑  超!A&G+『A&G REQUEST デジスタ』。
22. ↑  . 日笠陽子のひよっ子記.   [2013-08-20]. （原始内容存档于2020-05-13）.
23. ↑  . 日笠陽子のひよっ子記.   [2013-08-22]. （原始内容存档于2020-11-30）.
24. ↑  . 水樹奈々　公式サイト　NANAPARTY.   [2013-08-22]. （原始内容存档于2020-05-13）.
25. ↑  .   [2013-08-22]. （原始内容存档于2020-05-13）.
26. ↑  . .   [2025-08-08] （日语）.
27. ↑  . 電視動畫《BanG Dream! 2nd Season》官方網站.   [2019-01-03]. （原始内容存档于2019-01-26）.
28. ↑  . 電視動畫《異種族風俗娘評鑑指南》官方網站.   [2019-11-01]. （原始内容存档于2019-11-01）.
29. ↑  . 電視動畫《魔法科高中的劣等生 來訪者篇》官方網站.   [2020-11-21]. （原始内容存档于2021-06-15）.
30. ↑  . Comic Natalie. 2021-09-08  [2021-09-08]. （原始内容存档于2021-11-05） （日语）.
31. ↑  . Comic Natalie. 2021-09-14  [2021-09-14]. （原始内容存档于2021-12-13） （日语）.
32. ↑  . Comic Natalie. 2022-01-14  [2022-01-14]. （原始内容存档于2023-07-09） （日语）.
33. ↑  . Comic Natalie. 2022-05-15  [2022-05-15]. （原始内容存档于2022-05-20） （日语）.
34. ↑  . Comic Natalie. 2022-03-26  [2022-03-26]. （原始内容存档于2022-04-21） （日语）.
35. ↑  . Comic Natalie. 2022-07-31  [2022-07-31]. （原始内容存档于2022-08-13） （日语）.
36. ↑  . Comic Natalie. 2022-06-09  [2022-06-09]. （原始内容存档于2022-06-08） （日语）.
37. ↑  . MANTANWEB. 2022-09-12  [2022-09-12]. （原始内容存档于2022-09-13） （日语）.
38. ↑  . Comic Natalie. 2021-12-29  [2021-12-29]. （原始内容存档于2022-05-08） （日语）.
39. ↑  . Comic Natalie. 2022-09-24  [2022-09-24]. （原始内容存档于2022-10-02） （日语）.
40. ↑  . Comic Natalie. 2022-09-27  [2022-09-27]. （原始内容存档于2022-09-27） （日语）.
41. ↑  . Comic Natalie. 2022-09-24  [2022-09-24]. （原始内容存档于2022-09-28） （日语）.
42. ↑  . Comic Natalie. 2023-05-04  [2023-05-04]. （原始内容存档于2023-05-04） （日语）.
43. ↑  . Comic Natalie. 2022-12-18  [2022-12-18]. （原始内容存档于2022-12-22） （日语）.
44. ↑  . Comic Natalie. 2023-01-27  [2023-01-27]. （原始内容存档于2023-01-27） （日语）.
45. ↑  . Comic Natalie. 2023-01-09  [2023-01-09]. （原始内容存档于2023-01-16） （日语）.
46. ↑  . Comic Natalie. 2023-06-25  [2023-06-25]. （原始内容存档于2023-06-25） （日语）.
47. ↑  . Comic Natalie. 2023-02-18  [2023-02-18]. （原始内容存档于2023-03-30） （日语）.
48. ↑  . Comic Natalie. 2023-02-02  [2023-02-02]. （原始内容存档于2023-02-03） （日语）.
49. ↑  . Comic Natalie. 2023-05-12  [2023-05-12]. （原始内容存档于2023-05-23） （日语）.
50. ↑  . Comic Natalie. 2023-04-21  [2023-04-21]. （原始内容存档于2023-04-28） （日语）.
51. ↑  . Comic Natalie. 2023-08-14  [2023-08-14]. （原始内容存档于2023-08-15） （日语）.
52. ↑  . MANTANWEB. 2023-08-15  [2023-08-15]. （原始内容存档于2023-08-15） （日语）.
53. ↑  . Comic Natalie. 2023-07-14  [2023-07-14]. （原始内容存档于2023-08-02） （日语）.
54. ↑  . Comic Natalie. 2023-08-10  [2023-08-10]. （原始内容存档于2023-08-10） （日语）.
55. ↑  . YouTube. 2023-07-22  [2023-07-22]. （原始内容存档于2023-07-23） （日语）.
56. ↑  . Comic Natalie. 2023-10-01  [2023-10-01]. （原始内容存档于2023-12-02） （日语）.
57. ↑  . Comic Natalie. 2023-01-05  [2023-01-05]. （原始内容存档于2023-01-13） （日语）.
58. ↑  . Comic Natalie. 2023-12-01  [2023-12-01]. （原始内容存档于2024-01-05） （日语）.
59. ↑  . Comic Natalie. 2023-03-15  [2023-03-15]. （原始内容存档于2023-03-22） （日语）.
60. ↑  . Comic Natalie. 2023-10-24  [2023-10-24]. （原始内容存档于2023-10-24） （日语）.
61. ↑  . Comic Natalie. 2023-11-20  [2023-11-20]. （原始内容存档于2023-11-28） （日语）.
62. ↑  . Comic Natalie. 2024-01-06  [2024-01-06]. （原始内容存档于2024-01-18） （日语）.
63. ↑  . MANTANWEB. 2023-07-24  [2023-07-24]. （原始内容存档于2023-07-26） （日语）.
64. ↑  . MANTANWEB. 2024-02-15  [2024-02-15] （日语）.
65. ↑  . Comic Natalie. 2024-01-07  [2024-01-07]. （原始内容存档于2024-01-23） （日语）.
66. ↑  . Comic Natalie. 2024-03-28  [2024-03-28]. （原始内容存档于2024-04-08） （日语）.
67. ↑  . Comic Natalie. 2023-02-24  [2023-02-24]. （原始内容存档于2023-03-08） （日语）.
68. ↑  . Comic Natalie. 2024-01-02  [2024-01-02]. （原始内容存档于2024-01-03） （日语）.
69. ↑  . Comic Natalie. 2024-05-01  [2024-05-01]. （原始内容存档于2024-05-08） （日语）.
70. ↑  . Comic Natalie. 2024-08-11  [2024-08-11]. （原始内容存档于2024-08-12） （日语）.
71. ↑  . Comic Natalie. 2023-09-10  [2023-09-10]. （原始内容存档于2023-09-11） （日语）.
72. ↑  . Comic Natalie. 2024-05-15  [2024-05-15] （日语）.
73. ↑  . Comic Natalie. 2024-06-18  [2024-06-18] （日语）.
74. ↑  . MANTANWEB. 2024-02-23  [2024-02-23]. （原始内容存档于2024-02-24） （日语）.
75. ↑  . MANTANWEB. 2024-03-09  [2024-03-09]. （原始内容存档于2024-04-03） （日语）.
76. ↑  . Comic Natalie. 2024-03-31  [2024-03-31]. （原始内容存档于2024-04-11） （日语）.
77. ↑  . MANTANWEB. 2024-02-14  [2024-02-14]. （原始内容存档于2024-02-25） （日语）.
78. ↑  . Comic Natalie. 2024-06-10  [2024-06-10]. （原始内容存档于2024-06-13） （日语）.
79. ↑  . Comic Natalie. 2024-07-19  [2024-07-19] （日语）.
80. ↑  . Comic Natalie. 2024-09-10  [2024-09-10]. （原始内容存档于2024-09-11） （日语）.
81. ↑  . Comic Natalie. 2024-09-18  [2024-09-18]. （原始内容存档于2024-12-03） （日语）.
82. ↑  . Comic Natalie. 2024-09-20  [2024-09-20]. （原始内容存档于2024-09-20） （日语）.
83. ↑  . Comic Natalie. 2024-11-24  [2024-11-24]. （原始内容存档于2024-12-04） （日语）.
84. ↑  . Comic Natalie. 2024-12-04  [2024-12-04]. （原始内容存档于2024-12-04） （日语）.
85. ↑  . Comic Natalie. 2024-11-15  [2024-11-15] （日语）.
86. ↑  . Comic Natalie. 2024-11-08  [2024-11-08]. （原始内容存档于2024-11-09） （日语）.
87. ↑  . Comic Natalie. 2024-12-23  [2024-12-23] （日语）.
88. ↑  . Comic Natalie. 2025-03-07  [2025-03-07]. （原始内容存档于2025-03-12） （日语）.
89. ↑  . Comic Natalie. 2025-01-31  [2025-01-31]. （原始内容存档于2025-03-04） （日语）.
90. ↑  . YouTube. 2025-04-26  [2025-04-26]. （原始内容存档于2025-04-26） （日语）.
91. ↑  . Comic Natalie. 2025-05-23  [2025-05-23]. （原始内容存档于2025-05-23） （日语）.
92. ↑  . Comic Natalie. 2025-04-26  [2025-04-26] （日语）.
93. ↑  . Comic Natalie. 2025-04-06  [2025-04-06] （日语）.
94. ↑  . Comic Natalie. 2025-05-21  [2025-05-21]. （原始内容存档于2025-05-22） （日语）.
95. ↑  . Comic Natalie. 2025-08-05  [2025-08-05] （日语）.
96. ↑  . Comic Natalie. 2025-02-12  [2025-02-12] （日语）.
97. ↑  . Comic Natalie. 2025-04-17  [2025-04-17]. （原始内容存档于2025-05-22） （日语）.
98. ↑  . Comic Natalie. 2025-05-21  [2025-05-21]. （原始内容存档于2025-05-23） （日语）.
99. ↑  . Comic Natalie. 2022-07-15  [2022-07-15]. （原始内容存档于2022-07-17） （日语）.
100. ↑  . Comic Natalie. 2023-02-15  [2023-02-15]. （原始内容存档于2023-02-15） （日语）.
101. ↑  . Comic Natalie. 2024-03-23  [2024-03-23]. （原始内容存档于2024-04-14） （日语）.
102. ↑  . Comic Natalie. 2024-06-30  [2024-06-30]. （原始内容存档于2024-07-01） （日语）.
103. ↑  . Comic Natalie. 2025-03-28  [2025-03-28]. （原始内容存档于2025-04-08） （日语）.
104. ↑  . Comic Natalie. 2023-01-26  [2023-01-26]. （原始内容存档于2023-03-06） （日语）.
105. ↑  . Comic Natalie. 2023-09-29  [2023-09-29]. （原始内容存档于2023-10-06） （日语）.
106. ↑  . Comic Natalie. 2024-05-01  [2024-05-01]. （原始内容存档于2024-05-12） （日语）.
107. ↑  . Comic Natalie. 2024-12-04  [2024-12-04]. （原始内容存档于2024-12-17） （日语）.
108. ↑  . Comic Natalie. 2025-06-25  [2025-06-25] （日语）.
109. ↑  . Wizardry Online.   [2012-12-24]. （原始内容存档于2020-12-20）.
110. ↑  .   [2017-08-05]. （原始内容存档于2021-06-11）.

## 外部連結
- 官方profile （页面存档备份，存于）（日語）
- 日笠陽子 （页面存档备份，存于）－LINE BLOG（日語）
- （页面存档备份，存于）－livedoor Blog （2009年3月11日－2020年7月16日）（日語）
- 日笠陽子Special site （页面存档备份，存于）－波麗佳音（日語）
- 日笠陽子的Instagram帳戶  （日語）
- 日笠陽子的Threads （日語）
- 日笠陽子的X（前Twitter） （日語）